# 9·11 테러 당일 시간별 상황

여객기 충돌이 벌어지던 세계무역센터 남쪽 타워 (좌측)와 북쪽 타워 (우측).북쪽 타워에서 연기가 피어오르고, 유나이티드 항공 175편 (우측 하단)이 남쪽 타워로 날아가는 모습을 포착한 사진이다.

2001년 9월 11일 미국 동시다발 테러는 전례없는 대규모 테러 행위였을 뿐만 아니라 민간 위성방송이 등장한 이래 가장 화제가 되었던 사건으로 기록되었다. 24시간 뉴스 방송 체제의 여러 매체와 인터넷 덕분에 전세계적인 반응을 이끌어낼 수 있었던 것도 한몫했다. 이로써 후술할 사건들은 시시각각 전세계로 전파되어 널리 알려질 수 있었다.
테러가 시작되어 끝나기까지 2시간도 채 걸리지 않았다. 첫 번째 항공기 납치는 현지 시각 기준 오전 8시 14분경에 시작되었고, 마지막 항공기는 오전 10시 3분 지면으로 추락하였다.
이하의 모든 사건이 벌어진 시각은 서머타임이 적용된 미국 동부 표준시 (EDT, UTC−04)를 기준으로 한 것이다. 한국 시각 (UTC+09)보다 13시간 늦다.

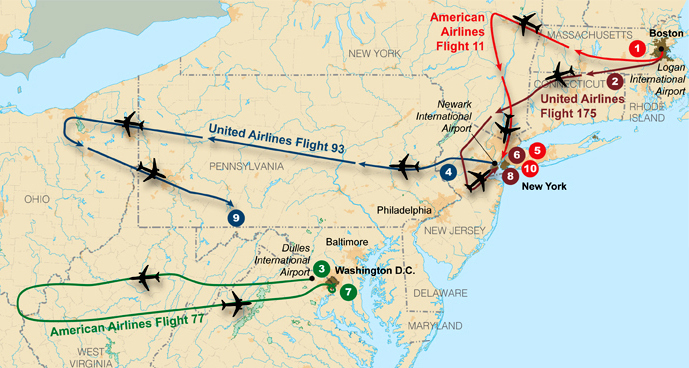
테러 당일 납치된 여객기의 항적

## 주요 사건
- 오전 7:59 - 아메리칸 항공 소속 보잉 767 여객기였던 아메리칸 항공 11편 (등록번호 N334AA)가 승객 76명 (납치범 5명 포함)과 승무원 11명을 태우고 보스턴 로건 국제공항을 출발해 로스앤젤레스 국제공항으로 향하기 시작했다. 출발시각은 당초 예정시간보다 14분 늦은 시각이었다. 납치범 가운데 조종을 맡은 모하메드 아타는 세계 무역 센터 북쪽 타워로 기수를 돌릴 계획이었다.

- 오전 8:14 - 유나이티드 항공 소속 보잉 767 여객기였던 유나이티드 항공 175편 (등록번호 N612UA)가 승객 56명 (납치범 5명 포함)과 승무원 9명을 태우고 보스턴 로건 국제공항을 출발해 로스앤젤레스 국제공항으로 향하기 시작했다. 이 여객기 역시 당초 예정시간보다 14분 늦게 출발하였으며, 납치범 가운데 마르완 알셰히는 세계무역센터 남쪽 타워로 기수를 돌릴 계획이었다.

- 오전 8:14 - 아메리칸 항공 11편이 매사추세츠주 중부 상공에서 납치되었다. 납치 후 북서쪽으로 기수를 돌리고 다시 남쪽의 뉴욕 방면으로 향했다.
- 오전 8:20 - 아메리칸 항공 소속 보잉 757 여객기였던 아메리칸 항공 77편 (등록번호 N644AA)가 승객 58명 (납치범 5명 포함)과 승무원 6명을 태우고 워싱턴 덜레스 국제공항을 출발해 로스앤젤레스 국제공항으로 향했다. 당초 예정시간보다 10분 늦게 출발하였다. 납치범 가운데 조종을 맡은 하니 한주르는 펜타곤 서쪽 면으로 충돌할 계획이었다.
- 오전 8:42 - 유나이티드 항공 소속 보잉 757 여객기였던 유나이티드 항공 93편 (등록번호 N591UA)가 승객 37명 (납치범 4명 포함)과 승무원 7명을 태우고 뉴어크 국제공항 (현 뉴어크 리버티 국제공항)을 출발해 샌프란시스코 국제공항으로 향했다. 당초 예정시간보다 42분 늦게 출발하였으며 납치범 가운데 조종을 맡을 사람은 지아드 자라였다. 같은 시각 유나이티드 항공 175편이 납치되고, 아메리칸 항공 11편은 뉴욕 상공에서 하강 중이었으며 충돌까지 4분을 남겨두고 있었다.
- 오전 8:42~8:46 (추정) - 유나이티드 항공 175편이 뉴욕시 북서쪽 100km 지점의 뉴저지주 북서부 상공에서 납치되었다. 납치 직후 남서쪽 방향으로 계속 가다가 기수를 돌려 북동쪽으로 향했다.
- 오전 8:46:40 - 아메리칸 항공 11편이 세계 무역 센터 북쪽 타워 (1WTC)의 93층~99층 사이에 충돌하였다. 여객기의 동체가 그대로 건물 안으로 박혀들어갔으며 여객기의 탑승객 전원과 빌딩 내 해당 층에 머물던 인원 (숫자 불명)이 즉사하였다.[1]
- 오전 8:50~8:54 (추정) - 아메리칸 항공 77편이 오하이오주 남부 상공에서 납치되어 기수를 남동쪽으로 돌렸다. 납치범 가운데 조종을 맡은 하니 한주르가 트랜스폰더의 전원을 껐다.
- 오전 9:03:02 - 유나이티드 항공 175편이 세계무역센터 남쪽 타워 (2WTC)의 77층~85층 사이에 충돌하였다. 여객기의 탑승객 전원과 빌딩 내 해당 층에 머물던 인원 (숫자 불명)이 즉사하였다. 충돌 직후 우현 엔진 등 여객기의 일부 부품이 건물 동쪽면과 북쪽면에서 튀어나와 지면으로 떨어졌으며 그 반경은 6블록 규모였다.[1][2] 이날 벌어진 4건의 테러 가운데 유일하게 TV로 생중계된 테러 사건으로, 여객기가 북쪽 타워를 고의로 들이받는 모습이 전세계에 생중계되었다.
- 오전 9:28 - 유나이티드 항공 93편이 오하이오주 북부에서 납치되어 남동쪽으로 기수를 돌렸다.
- 오전 9:37:46 - 아메리칸 항공 77편이 펜타곤 서쪽면에 충돌하였다. 여객기 탑승객 58명 전원과 지상에 있던 125명 (구조대원 포함)이 사망했다. 여객기 충돌로 거센 불길이 피어오르기 시작했다.[1]
- 오전 9:45 - 연방항공국에서 미국 영공을 닫는 비상조치를 취했다. 이로써 미국 상공을 지나가는 모든 항공기는 가까운 공항에 즉시 착륙하고, 국제 항공편의 영공 진입이 불허되었다.
- 오전 9:57 - 유나이티드 항공 93편의 탑승객이었던 토드 비머, 마크 빙엄, 톰 버넷, 제러미 글릭 등이 합심하여 납치범들을 상대로 반격을 시작, 항공기 조종석의 탈환 작전에 나섰다.
- 오전 9:59:00 - 세계무역센터 남쪽 타워 붕괴. 유나이티드 항공 175편이 충돌한 지 56분 뒤의 시점이었다. 먼저 충돌한 북쪽 타워보다 더 빨리 붕괴된 이유로는 충돌 당시 여객기의 속도가 높았기 때문으로 추정되고 있다.[1]
- 오전 10:03:11 - 조종석을 놓고 탑승객과 결투를 벌이던 유나이티드 항공 93편의 납치범들이 펜실베이니아주 서머싯군의 들판에 여객기를 추락시키면서 탑승객 전원이 사망했다. 이후 승객들이 세계무역센터와 펜타곤에 여객기가 충돌한 사건을 알고 납치범들에게 저항했다는 사실이 밝혀졌다. 유나이티드 93편의 표적이 어디였는가에 관해서 9/11 조사위원회는 워싱턴 D.C.의 미국 국회의사당이나 백악관이었다는 결론을 내렸으나 공범 중 한 명인 칼리드 사이크 모하메드는 국회의사당이 주 표적이었다고 증언했다.[1]
- 오전 10:28:25 - 세계무역센터 북쪽 타워 붕괴. 아메리칸 항공 11편이 충돌한 지 1시간 42분 뒤의 시점이었다. 세계무역센터 쌍둥이 빌딩의 지반에 걸쳐 있던 매리어트 호텔 역시 붕괴되었다.[1][3]
- 오전 10:50:19 - 아메리칸 항공 77편이 충돌했던 펜타곤 서쪽면 5개 층이 화재를 이기지 못하고 붕괴되었다.
- 오후 5:20:33 - 세계무역센터의 47층 규모 부속건물인 7 월드 트레이드 센터 (7WTC)가 건물 내부 화재의 여파로 붕괴되었다.

## 세부 상황

### 오전 5시
- 5:01 - 뉴어크에 있던 납치범 지아드 자라가 보스턴의 마르완 알셰히에게 전화를 걸었다. 테러에 나설 준비를 마쳤다는 것을 납치범들끼리 확인하는 통화였을 것으로 추정된다.[4]

### 오전 6시
- 6:00 - 모하메드 아타와 압둘라지즈 알오마리가 메인주 포틀랜드 국제공항에서 콜간 항공 5930편에 탑승하여 매사추세츠주 보스턴 로건 국제공항으로 이동. 그곳에서 아메리칸 항공 11편으로 환승할 예정이었다.[5]
- 6:00: 뉴욕 시장 선거의 예비 투표소가 문을 열었다. 뉴욕의 여러 관공서도 영업을 개시하였다.[6]
- 6:31: 플로리다주 롱보트키의 콜로니 비치 테니스 리조트에서 휴가를 보내던 조지 W. 부시 미 대통령이 보좌관들과 함께 이른 아침 조깅에 나섰다.[7]
- 6:45: 모하메드 아타와 압둘라지즈 알오마리가 로건 국제공항에 도착.[5]
- 6:52: 로건 국제공항의 다른 터미널에 있던 마르완 알셰히가 모하메드 아타에게 전화를 걸어 테러 계획에 나섰음을 확인.[5]

### 오전 7시
- 7:04~7:40: 지아드 자라와 납치범들이 뉴어크 국제공항에 도착, 유나이티드 항공 93편 탑승을 위해 체크인하였다.
- 7:15: 칼리드 알미다르와 마지드 모키드가 워싱턴 덜레스 국제공항에 도착, 아메리칸 항공 77편 탑승을 위해 체크인하였다.
- 7:18: 칼리드 알미다르와 마지드 모키드가 워싱턴 덜레스 국제공항의 보안검색 구역으로 진입. 두 사람 모두 검색에 걸려 한층 더 철저한 검색을 받았다.
- 7:23~7:28: 마르완 알셰히와 납치범들이 유나이티드 항공 175편에 탑승.
- 7:35–7:40: 모하메드 아타와 납치범들이 아메리칸 항공 11편에 탑승.[8]
- 7:35: 하니 한주르가 워싱턴 덜레스 국제공항의 보안검색 구역에 진입. 별다른 검색 경보 없이 정상적으로 통과하였다.
- 7:39~7:48: 지아드 자라와 납치범들이 유나이티드 항공 93편에 탑승.
- 7:40: 아메리칸 항공 11편이 로건 국제공항 B32 게이트를 떠나 활주로로 이동.
- 7:50: 하니 한주르와 납치범들이 아메리칸 항공 77편에 탑승.
- 7:58: 유나이티드 항공 175편이 로건 국제공항 C19 게이트를 떠나 활주로로 이동.
- 7:59: 아메리칸 항공 11편이 보스턴 로건 국제공항을 출발. 당시 승객 81명과 승무원 11명이 탑승 중이었으며 예정시각보다 14분 늦게 출발했다. 목적지는 캘리포니아주 로스앤젤레스의 로스앤젤레스 국제공항 (LAX).[9]

### 오전 8시
- 8:00: 부시 대통령이 일일 안보 브리핑을 받았다. 당시 대통령에게 보고된 사항은 통상적인 보고로서 알아크사 인티파다와 이스라엘-팔레스타인 문제에 관한 것이었다. 이후 부시 대통령은 콘돌리자 라이스 국가안보보좌관에게 전화를 걸어 한가지 사안에 관하여 논의하였으나 오사마 빈 라덴이나 알카에다에 관한 언급은 없었으며 현재 진행중인 테러 계획에 대한 최후의 경고도 이루어지지 않았다. 20여분간 브리핑을 보고받은 부시 대통령은 이후 리조트 직원들과 작별 인사를 나눈 뒤 차량을 타고 떠났다. 이날 예정된 부시 대통령의 일정은 부시 행정부의 교육정책 홍보 차원에서 계획된, 하급보좌관과 기자들을 동반한 일상적인 현장 방문이었다. 앤드류 카드 비서실장은 대통령에게 "오늘 하루는 쉬울 것" (It should be an easy day)라는 말을 남겼다.[10]
- 8:01: 유나이티드 항공 93편이 뉴어크 국제공항 A17 게이트를 떠나 활주로로 이동.
- 8:09: 아메리칸 항공 77편이 덜레스 국제공항 D26 게이트를 떠나 활주로로 이동.
- 8:13~8:20:[11] 아메리칸 항공 11편의 납치가 시작되었다. 왈레드 알셰흐리와 와일 알셰흐리가 2A석과 2B석에서 일어나 승무원 캐런 마틴과 바바라 애러스테기를 칼로 찔렀다. 모하메드 아타 역시 8D석에서 일어나 조종석으로 다가갔다. 이를 본 탑승객 대니얼 르윈이 9B석에서 일어나 모하메드 아타를 저지하려 하였으나 10B석에 앉아 있던 사탐 알수카미가 칼로 찌르면서 치명상을 입고 쓰러진다. 이후 납치범들이 퍼스트석과 비즈니스석 구역에 호신용 최루 스프레이의 일종인 메이스 (Mace)를 뿌리면서 그곳에 있던 모든 탑승객이 뒷좌석 구역으로 대피하였다. 승무원 매들린 에이미 스위니는 납치범 중 한 명이 폭탄을 지닌 것을 봤다고 보고하였다.
- 8:13:35: 아메리칸 항공 11편이 미국 연방항공국 (FAA) 소속 보스턴 항로관제센터 (이하 '보스턴 센터')와 마지막 정기 교신에 나섰다.[12]

보스턴 센터: American 11, turn twenty degrees right. (아메리칸 11편, 020 방향 우회전하세요.)
아메리칸 항공 11편: Turning right, American 11. (아메리카 11편, 우회전합니다.)
- 8:13:52: 보스턴 센터 46섹터 관제사 피트 젤루스키가 아메리카 항공 11편에 35,000피트 상공까지 두 번 상승하라는 지시를 내렸으나 응답이 없었다. 피트 젤루스키는 아테네 섹터 관제사에게 해당 항공편이 "NORDO" (교신없음)라고 보고했다. 보스턴 센터는 계속해서 11편과 재교신을 시도하였으나 성공하지 못했다.[13]
- 8:14: 유나이티드 항공 175편이 보스턴 로건 국제공항을 출발. 승객 56명과 승무원 9명이 탑승 중이었으며 목적지는 캘리포니아주 로스앤젤레스 국제공항이었다. 탑승한 납치범은 총 5명이었으며 그 중 한 명 (주동자인 마르완 알셰히로 추정)이 이륙 직전 모하메드 아타와 통화하였다.[14]
- 8:19: 노스캐롤라이나주 캐리의 아메리칸 항공 예약센터에 아메리칸 항공 11편의 사무장 베티 옹의 전화가 걸려왔다. 베티 옹은 기내 에어폰을 통해 "(나는) 뒷쪽 3번인데, 조종석에서 응답이 없고 비즈니스석에 누군가가 칼에 찔렸다. 메이스를 뿌린 건지 다들 숨을 쉴 수가 없다. 모르겠다. 납치되는 것 같다"며 처음으로 납치 사실을 알렸다. 이어 베티 옹은 두 명의 승무원도 칼에 찔렸다고 알렸다.[14]
- 8:20: 보스턴 센터 항공관제사들이 아메리칸 항공 11편이 납치되었을 가능성이 있다는 판단을 내렸다.
- 8:20: 아메리칸 항공 77편이 워싱턴 덜레스 국제공항을 출발. 승객 58명과 승무원 6명이 탑승 중이었으며 목적지는 로스앤젤레스 국제공항이었다. 납치범은 5명이었다.
- 8:21: 아메리칸 항공 11편의 트랜스폰더기가 꺼졌다. 보스턴 센터의 기본 레이더망에는 여객기 위치가 잡혀 항로를 추적할 수 있었다. 당시 언론은 이떄의 시각을 8시 13분 내지는 그 직후로 보도하였으나 9/11 위원회의 최종보고서에서 8시 21분으로 정정되었다.
- 8:24: 아메리칸 항공 11편에서 "우리가 항공기들을 접수했다. 가만히 있으면 괜찮을 것이다. 공항으로 돌아가고 있다"는 교신이 걸려왔다. 당시 조종을 맡은 모하메드 아타가 기내 방송 대신 교신 버튼을 잘못 누른 것으로 추정된다. 그로부터 몇 초 뒤 모하메드 아타가 "아무도 움직이지 마. 다 괜찮을 것이다. 조금이라도 움직였다간 본인은 물론 여객기도 위험에 빠뜨릴 것이다. 가만히 있어라"라는 두번째 교신을 날렸다.
- 8:26:30: 아메리칸 항공 11편이 남쪽 방향으로 100도 회전하여 허드슨강을 따라 뉴욕시로 향하기 시작.[15]
- 8:29:24: 보스턴 센터가 인근의 클리블랜드 관제센터와 뉴욕 관제센터에 아메리카 11편을 유의하라는 경고를 전했다. 당시 여객기의 위치는 뉴욕주 올버니 남서쪽 24km 떨어진 지점이었던 것으로 추정된다.[16] 북미항공우주방위사령부 (NORAD)는 아직 경고를 내리지 않고 있었다.

### 오전 8시 30분
- 8:33: 유나이티드 항공 175편이 지정된 순항고도 31,000피트에 도달.

- 8:33:59: 아메리칸 항공 11편에서 세번째 교신이 걸려왔다. "아무도 움직이지 말아달라. 공항으로 되돌아가고 있다. 어리석은 짓은 할 생각 말라"는 내용이었다.

- 8:34: 보스턴 관제센터장 댄 부에노가 케이프코드의 오티스 주방위 공군 기지 타워 관제사에 아메리칸 항공 11편의 납치 사실을 알렸다. 관제사는 댄 부에노에게 북미항공우주방위사령부 북동부방공단 (NEADS)에 연락할 것을 지시하고,[17] 오티스 작전 센터에는 북동부방공단에서 연락이 올 것임을 알렸다.[18] 같은 시각 F-15기 조종사 2인이 납치소식에 응답하고 현장상황에 합류하였다.[19]
- 8:37: 유나이티드 항공 175편이 남쪽으로 16km 떨어진 지점에 납치된 아메리칸 항공 11편이 보인다고 관제사에 알렸다.
- 8:37:30: 아메리칸 항공 11편이 29,000피트 고도에서 분당 3200피트의 속도로 급강하하기 시작하였다. 11편은 세계무역센터 북쪽 타워에 충돌할 때까지 강하를 계속하였다. 약 30초 뒤 아메리칸 항공 11편은 1,000피트 고도를 내려온 상태에서 남쪽으로 방향을 살짝 틀었다.[20]
- 8:37:52: 보스턴 관제센터에서 북동부방공단에 아메리칸 항공 11편의 납치 사실을 알렸다. 이로써 방위사령부에서 아메리칸 항공 11편의 납치 사실을 처음 인지하게 되었다. 보스턴 센터는 여객기 요격을 위해 사령부 측에 군사 지원을 요청하였다. 당시 훈련중에 있던 북동부방공단은 군사지원 요청의 진의여부를 확인하였으나 보스턴 센터는 "훈련도 아니고 시험도 아니다"라고 답했다.[21]

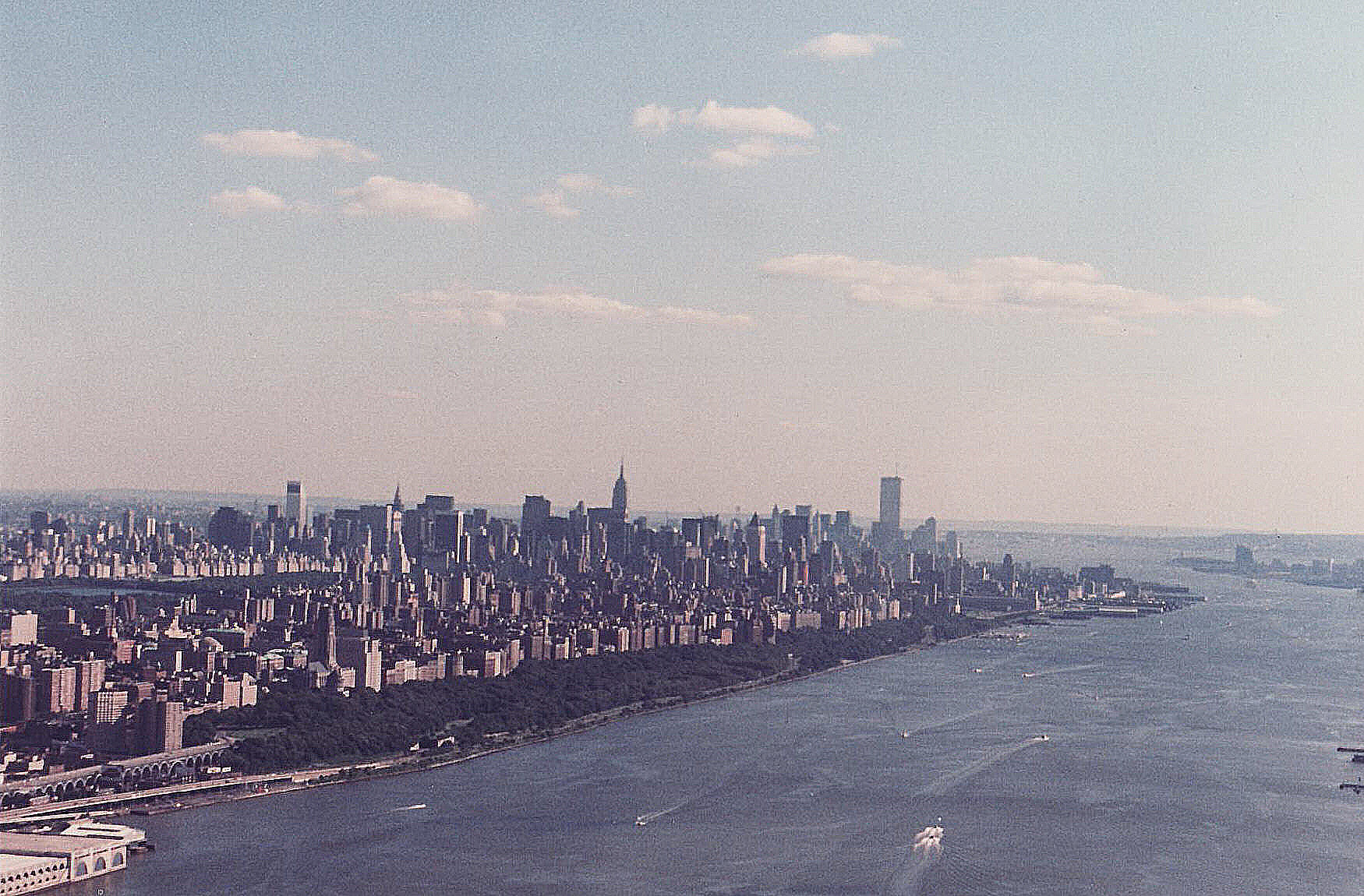
뉴욕 허드슨강을 날아가는 항공기 조종석에서 바라본 맨해튼의 모습 (2001년 8월 사진). 아메리칸 항공 11편이 빌딩에 충돌하기 전 항로의 풍경와 유사하다.

- 8:41: 연방항공국 뉴욕관제센터에서 아메리칸 항공 11편에 대한 정보를 달라는 교신을 보냈다. 이에 유나이티드 항공 175편은 "보스턴에서 출발할 때 누군가 의심스러운 교신을 들었다. 누군가가 마이크에 대고 '모두 제 자리에 앉아'라고 말했던 것 같다"고 답했다.[22] 뉴욕 센터는 이를 접수하고 전하겠다고 답했다.
- 8:41: 북동부방공단이 오티스 주방위 공군기지에서 전투기 조종사 2인의 전투기지 이송에 나섰다.
- 8:42: 유나이티드 항공 93편이 활주로 혼잡으로 인한 42분의 지연 끝에 뉴어크 국제공항을 출발. 승객 37명과 승무원 7명이 탑승해 있었으며 목적지는 샌프란시스코 국제공항이었다. 납치범은 4명이었다. 93편의 항로는 출발 직후 4분간 뉴욕 세계 무역 센터로 접근하다 서쪽으로 기수를 돌렸다. 이로써 9·11 테러 당일 납치된 4대의 항공기가 모두 이륙 상태에 있었다.
- 8:42~8:46 (추정): 뉴저지주 북부 상공에서 유나이티드 항공 175편이 납치되었다. 이 시간대에 두 명의 납치범이 먼저 행동에 나서 승무원을 찌른 뒤 조종석을 습격, 두 조종사를 모두 살해했을 가능성이 높은 것으로 여겨진다. 이 두 납치범이 누구인가에 대해선 '근육질의 납치범'이라는 증언이 있으며, 파예즈 바니함마드와 모한드 알셰리였던 것으로 추정된다. 나머지 납치범 가운데 함자 알감디와 아흐메드 알감디는 나머지 승객과 승무원들을 위협하여 비행기 뒤쪽으로 몰아놓고, 주동자인 마르완 알셰히가 조종석을 장악하는 식으로 납치가 이루어졌다.[23]

- 8:43:30: 10,000피트 상공에서 하강하던 아메리칸 항공 11편이 남남서쪽 방면으로 기수를 돌려,  마지막 뉴욕의 세계무역센터를 목표로 날아가기 시작하였다.[24]
- 8:44~8:46:[a] 아메리칸 항공 11편의 승무원인 에이미 스위니가 보스턴의 아메리칸 항공 서비스 사무실의 마이클 우드워드에게 전화를 걸어, "무언가 잘못됐다. 급강하하고 있다. 모두가 사방에 흩어져 있다"는 말을 전했다. 1분 뒤 우드워드는 스위니에게 "창문 밖으로 뭐가 보이는지 설명해 보라"고 물었고, 스위니는 "물이 보인다. 빌딩이 보인다. 빌딩이 보인다"고 답했다. 잠시 말을 멈춘 스위니는 "저고도로 날고 있다. 정말 정말 낮게 날고 있다. 너무 낮게 날고 있다"고 말했고, 몇 초 뒤 "이럴수가, 너무 낮게 날고 있다"고 말했다. 두 사람의 통화는 굉음이 계속해서 터지는 것으로 끝났다.

- 8:46:[a] 아메리칸 항공 11편의 세계무역센터 북쪽 타워 충돌. 당시 여객기는 빌딩 북쪽 면 중앙부의 93층~99층 사이에 시속 710km (초속 200m, 380노트)의 속도로 충돌하였으며, 빌딩 내부 중앙 코어에 거의 맞닿을 정도로 강타하였다.[28][29]
  - 이 충돌로 비행기 탑승객 전원과 북쪽 타워 내부에 있던 인원들을 포함하여 수백 명의 사람이 즉사하였으며, 북쪽 충돌면의 거의 전체에 걸쳐 비행기 단면 형태의 구멍이 크게 뚫렸다. 빌딩을 중심으로 수 km에 달하는 반경 내에 폭발과 굉음이 포착되었으며 최소 166개의 창문이 부서져나갔다.[30]
  - 이 때 발생한 폭발과 파편으로 남쪽 타워의 인접면인 서쪽과 북쪽 면의 창문도 산산조각났다.[31] 남쪽 타워에 있던 인원들은 불타오르는 북쪽 타워로부터 열기를 느꼈으며, 남동쪽으로 불어오는 연기가 환풍구를 통해 건물 내부로 스며들어왔다고 증언하였다.[32][33]
  - 여객기의 폭발로 터져나온 제트 연료에 불이 붙은 채 북쪽 타워 내부의 여러 통로로 쏟아져내렸으며, 그로 인한 불덩어리가 1층의 메인 로비까지 휩쓸고 내려오면서 충돌면으로부터 100층 아래에 있던 인원들이 치명상을 당했다. 여기에 수도관 절단, 내벽 붕괴, 천장 타일 소실, 전선 절단 등의 피해 신고가 1층 로비에서 92층까지 전 층에 걸쳐 들어왔다.[34]
  - 빌딩 최상층에서 지상까지 이어져 있던 계단 3개 (A, B, C)는 전부 충돌 영역 내에 위치해 있었으며 각 계단 사이의 공간은 21m에 불과하였다. 비행기의 크기를 고려하면 충돌 당시 계단 3개가 전부 끊겨나갔던 것으로 추정된다. 비행기가 직접적으로 충돌한 지점 바로 아랫층이었던 92층의 계단도 93층~99층의 파편으로 무너져내렸으며, 엘레베이터 역시 50층부터는 파괴되거나 작동불능 상태에 빠져 이용할 수 없었다. 두 빌딩에 머무르고 있던 인원들은 대피에 나섰으나, 북쪽 타워의 92층 위에 있던 사람들은 지상으로 내려갈 수 없는 상태에 처했다.
  - 충돌 당시 남쪽 타워 로비에 앉아 있었던 BBC 특파원 스티븐 에반스는 "쾅 하는 굉음이 났다. 누군가 쓰레기를 잔뜩 넣은 수거함을 떨어뜨린 소리 같았다"고 증언했다.[35]
  - 프랑스 영화감독 쥘 노데와 체코계 이민자 파벨 흘라바가 아메리칸 항공 11편이 북쪽 타워로 충돌하는 순간을 비디오 카메라로 촬영하였다. 뉴욕 지역 TV 방송국인 WNYW의 카메라도 여객기가 충돌하는 소리를 잡아냈으나 충돌한 모습 자체는 담지 못했고, 그로부터 몇 초 뒤 빌딩이 불타는 모습을 기록하기 시작하였다.[36]

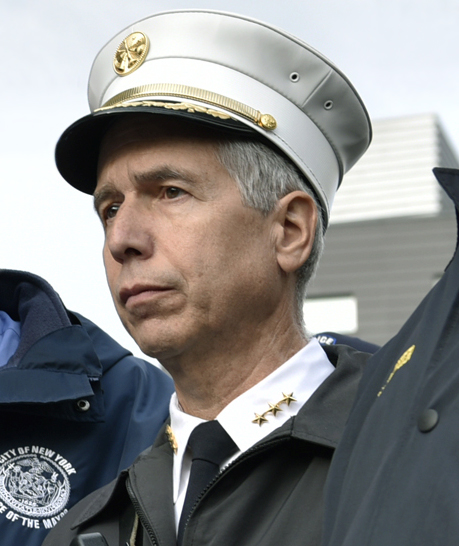
조셉 W. 파이퍼 소방경은 뉴욕 소방청 맨해튼 소방서에 무전으로 사고 소식을 알린 최초의 소방대원 중 한 명이었다.

- 8:46:43: 뉴욕 소방청 제1대대 소방경 조셉 W. 파이퍼가 뉴욕 소방청 맨해튼 소방서에 무선을 걸어 처음으로 충돌 사고를 전했다. 당시 파이퍼 소방경과 소방대원들은 세계무역센터에서 북쪽으로 몇 블록 떨어진 처치 스트리트와 리스퍼너드 스트리트 교차로의 도로변에서 가스 냄새 신고가 들어와 조사 중에 있었으며 이를 촬영하던 쥘 노데 감독과 함께 빌딩에 여객기가 부딪히는 모습을 목격하였다.

제1대대 파이퍼 소방경: Battalion 1 to Manhattan. (맨해튼, 여기는 제1대대.)
맨해튼 소방서: Battalion 1, K. (제1대대, 계속하라.)
제1대대 파이퍼 소방경: We just had a plane crash into the upper floor of the World Trade Center. Transmit a 2nd Alarm and start re-located companies into the area. (조금 전 세계무역센터 윗층에 비행기 충돌 사고가 있었다. 2차 경보를 발령하고 해당 위치에 소방대를 배치하라.)
맨해튼 소방서: 10-4, Battalion 1. (제1대대, 수신.)
- 8:46:48: 오티스 주방위 공군기지 소속 제레미 W. 파월 상사의 교신 명령으로 F-15기 두 대가 아메리칸 항공 11편의 요격을 위해 긴급 출격하였다.[37] 당시 아메리칸 항공 11편의 트랜스폰더가 꺼져 있는 상태였기에 조종사가 목표물의 위치를 알 수 없었다. 11편 충돌 당시 레이더망에서 궤적이 사라지자 북동부방공단은 수 분 동안 레이더망에 항적으로 다시 잡힐 것을 기다리며 주시하고 있었다. 이 시점에서 여객기 충돌 사실은 방공단에 알려지지 않았으며 그 사실을 인지한 시각은 오전 8시 50분이 되어서였다.
- 8:48:08: 뉴욕 지역 방송사 WNYW에서 영화 쥬랜더의 예고편 광고를 끊고 세계무역센터에 사고가 발생했다는 소식을 처음으로 방송에 내보냈다. 이는 여객기 충돌이 벌어진 지 2분도 채 되지 않은 시점이었다. WNYW 소속 카메라맨 중 한 명은 당일 아침 뉴욕 시장선거 예비투표 취재를 위해 시티 홀 파크에 나가 있었던 상태였으며 북쪽 타워에서 검은 연기가 피어오르는 모습을 처음으로 생중계 카메라에 담을 수 있었다.[38] 이 화면이 나가는 동안 현장에 있던 딕 올리버 기자가 스튜디오의 앵커 짐 라이언을 부르며 상황을 전하고 있었다.

짐, 방금 전 비행기로 추정되는 물체가 세계무역센터 남쪽 타워에 충돌했습니다. 조금 전 내부에서 불길이 피어오르는 것을 보았고 당신도 타워에서 연기가 피어오르는 것을 볼 수 있을 겁니다. 그게 무엇이었는지는 잘 모르겠네요. 방금 전에 엄청난 폭발음이 일었습니다. 주변에서 응급차가 현장으로 향하는 소리가 들리고 있고요. 지금 보면 항공기일 수도 있고 내부의 무언가일 수도 있겠습니다. 세계무역센터 남쪽 타워의 한 100층 대에 구멍이 난 것으로 보아 외부에서 무언가 직격한 것으로 보입니다.

  광고 타임 동안 잠시 스튜디오를 비웠다 돌아온 짐 라이언은 그로부터 3분 뒤 충돌 사고가 남쪽 타워가 아니라 북쪽 타워에서 벌어졌다고 정정하였다.
- 8:48:29: 뉴욕 지역 라디오 방송국 WCBS-AM에서 교통 전문기자 톰 카민스키의 보도로 라디오를 통한 사고 보도가 처음 이루어졌다. WCBS의 교통상황 보도는 8로 끝나는 시각의 매 10분마다 이루어지고 있었으며, 따라서 카민스키 기자의 보도는 충돌 시각으로부터 2분여가 지난 48분에 이루어지게 되었다. 당시 카민스키는 아침과 저녁 출퇴근 시간대의 교통상황을 전하기 위해 WCBS의 헬리콥터인 '초파 880'에 탑승해 있었다. 다음은 WCBS 앵커 팻 캐럴이 초퍼를 타고 뉴욕 상공을 머물던 카민스키에게 코너를 넘길 당시의 상황이다.

팻 캐럴: WCBS 뉴스타임, 8시 48분입니다. 헨리 밀러 극장에서 전해드리는 교통과 날씨 정보입니다. 초퍼 880의 톰 카민스키, 나와주세요.
톰 카민스키: 예, 어.. 팻. 지금 세계무역센터를 내려다보고 있는데요. 세계무역센터에서 무언가 벌어지고 있습니다. 세계무역센터의 한쪽 타워에서 화염과 엄청난 연기가 피어오르는 것을 발견했습니다. 저희도 지금 막 이 모습을 보게 됐는데요, 건물의 한 4분의 3 높이에서 벌어지고 있습니다. 저희가... 이게... 그러니까 방금 몇 분 사이에, 무슨 일이 벌어졌는가를요, 정확히 파악하려고 노력하고 있습니다. 다만 현재 세계무역센터 타워 꼭대기에서 연기가 많이 피어오르고 있다는 것은 파악했고요, 계속해서 보고해 드리겠습니다.
- 8:49: 세계무역센터에서 사고가 벌어졌다는 속보가 AP 통신을 통해 처음으로 전세계에 알려졌다.
- 8:49:03: 뉴욕 현지 라디오 방송국인 WNYC의 진행자 마크 힐런이 자사 방송으로는 처음으로 사고 소식을 알렸다.

- 8:49:34: 24시 전문 보도채널 CNN에서 디데크 광고를 끊고 세계무역센터를 비추는 생중계 화면으로 전환, 전국 단위 TV 방송으로는 처음으로 사고 소식을 알렸다. 당시 CNN 화면에는 '세계무역센터 대형 사고' (World Trade Center Disaster)라는 자막이 띄워졌다. CNN 스튜디오에 나와 있던 캐롤 린이 다음과 같이 소식을 전했다.[39]

방금 들어온 소식입니다. 여러분께서는 조금 충격적인 생중계 화면을 보고 계십니다. 저 건물은 세계무역센터고요, 오늘 아침 비행기가 세계무역센터의 타워 중 하나로 충돌했다는 확인되지 않은 보도가 들어왔습니다. CNN 센터에서는 이 소식을 지금 막 취재에 들어갔고요, 소식통을 연결해서 정확히 무슨 일이 벌어졌는가를 알아보고 있습니다만, 오늘 아침 맨해튼섬 남쪽 끝에서 상당히 충격적인 사건이 벌어지고 있는 것은 분명합니다. 다시한번 전해드리겠습니다. 세계무역센터의 타워 중 하나를 화면으로 보내드리고 있습니다.

1분 뒤, CNN 재무담당 부사장 션 머태그가 통화 연결을 통해 CNN 뉴욕지부 사무실에서 대형 여객기가 세계무역센터에 충돌하는 모습을 목격했다고 밝혔다. 머태그는 사고 보도 관련해서 방송에 출연한 CNN 최초의 직원이 되었다. 당시 CNN과 MSNBC의 이메일 뉴스로도 '세계무역센터 타워에 화재' (fire at tower of World Trade Center)라는 속보가 전해졌다. CNN과 MSNBC 홈페이지는 순간적으로 발생한 트래픽 초과로 서버에 부담이 생겨 접속장애가 발생하기도 했다. BBC 뉴스의 서버는 정상으로 작동하였으며 홈페이지에는 화재가 발생한 북쪽 타워의 사진이 게시되었다. 그로부터 몇 분 뒤 이메일 뉴스 게시판의 헤드라인이 '비행기 충돌 사고' (plane crash)로 정정되었다.
- 8:50: 북동부방공단에서 아메리칸 항공 11편의 위치를 레이더망으로 계속 파악하는 과정에서 비행기가 세계무역센터에 충돌했다는 보고를 전달받았다.
- 8:50: 뉴욕 소방청 제1대대 소방경 조셉 파이퍼가 여객기 충돌 이후 처음으로 세계무역센터 내부에 진입하였다. 조셉 파이퍼가 타워 내에 사령부를 설치하는 사이 여러 소방대가 현장에 도착해 합류하였다.[40]
- 8:50: 뉴욕 현지 라디오 방송국 WOR의 뉴스 앵커 에드 월시가 사고 소식을 처음으로 보도. 전국방송 네트워크 CBS의 뉴욕 지역 방송국인 WCBS-TV 역시 전국 정규방송을 끊고 마이크 포메란즈 앵커를 내세워 소식 보도에 나섰다.
- 8:50: CNBC의 〈스쿼크 박스〉를 진행하던 마크 하인즈가 오크마크 셀렉트 펀드 사의 상호펀드 포폴매니저 빌 니그렌과 인터뷰 도중 불타는 세계무역센터 빌딩의 생중계 화면을 전달받고 "저게 세계 무역 센터인가요?"라고 물었다. 방송에 함께 출연한 조 커넨은 비행기가 빌딩에 충돌했다고 덧붙였다.[41] CNBC는 NBC 계열 방송사 가운데 처음으로 사고 소식을 전한 채널이 되었다.
- 8:50: 뉴욕 현지 케이블 TV 채널인 NY1 앵커 팻 키어넌이 사고 소식을 처음으로 알렸다. 또다른 지역 라디오 방송국인 WABC의 뉴스 앵커 조지 웨버도 사고 소식을 전하기 시작하였다.
- 8:50~8:54 (추정): 웨스트버지니아주-오하이오주 경계에 해당되는 상공에서 아메리칸 항공 77편이 납치되었다. 하지만 승무원 살해를 동반했던 다른 납치 사건과는 달리 아메리칸 항공 77편은 별다른 상해 없이 승무원과 승객을 전부 항공기 뒷편으로 몰아넣은 뒤 조종실을 장악하였다.

- 8:50:07: 보스턴 센터와 뉴욕 센터의 항공관제팀 모두 아메리칸 항공 11편을 거론하며 추적 대상이 사라졌다는 교신을 남겼다. 그로부터 1분여 뒤 뉴욕 센터가 케네디 국제공항 관제탑으로부터 세계무역센터에 화재가 벌어졌다는 소식을 전해듣는다.[42][43]

뉴욕 센터: 케네디 타워에서 전하는 말이...이거 정말입니까? 케네디 타워에서 하는 말이 세계무역센터에서 화재가 일어났답니다. 우리가 비행기를 놓친 게 바로 그 지역이고요.
- 8:50:47: 뉴욕 현지 TV 방송국인 WBC가 NBC의 전국방송을 끊고 앵커 제인 핸슨의 보도와 함께 사고 소식을 전하기 시작했다.
- 8:51~10:28:[b] 아메리칸 항공 11편의 충돌로 북쪽 타워 위쪽 18층에 고립된 생존자들이 건물 아래로 투신하기 시작, 약 100~200여명의 생존자가 추락하여 목숨을 잃는다.[45][46] 대다수 희생자들은 자기가 있는 층의 열기와 연기, 화염을 피해 뛰어내려 스스로 목숨을 끊은 사례였으나,[47] 창문에 매달려 있다가 손이 미끄러지거나 균형을 잃어 의도찮게 추락사한 사례도 있었다.[48] 연기가 너무 자욱한 관계로 헬리콥터의 착륙이 불가능했기에 옥상을 통한 탈출도 불가능했다.
- 8:51: 지상파 TV 방송국로는 처음으로 ABC에서 사고 소식을 보도하기 시작하였다. 당시 ABC는 미 동부 지역을 대상으로 〈굿 모닝 아메리카〉를 방영하고 있었다. 이 시점에서 뉴욕 지역국인 WABC-TV가 정규방송을 끊고 앵커 스티브 바텔스타인을 내세워 자체적인 현장보도에 나서고 있었기에, 본 방송국인 ABC도 광고타임을 마치고 사고 화면을 받아 내보낼 수 있었다. 나머지 지역국에서는 1분 후에 보도하기 시작하였다. 프로그램 진행자 다이앤 소여가 다음과 같이 전했다.

저희가 소식 하나가 들어와서 전해드리고자 하는데요, 방금 전 뉴욕의 세계무역센터에서 일종의 폭발이 있었다는 소식을 전달받았습니다. 한 보고에 따르면 비행기가 세계무역센터의 쌍둥이 타워 중 하나에 충돌한 것으로 보인다고 하는데요, 다시 여기, 생중계 화면을 보고 계십니다. 그 이상의 자세한 소식은 전달받지 못한 상황입니다. 오늘 아침 여기서 무슨 일이 벌어졌는가에 대해선 아무것도 전해진 게 없는 상황입니다. 물론 지금부터 취재에 들어가, 여러분들께 방송을 통해 알려드리도록 하겠습니다.
- 8:51: NBC 뉴스 투데이의 공동 진행자 맷 로어가 작가 리처드 해크와의 인터뷰를 중단하고 시청자에게 "지금 당장 생중계로 전환해서 여러분께 세계무역센터 화면을 보여드리고 싶은데, 가능할까요?"라며 사고 소식을 전했다. 그러나 NBC는 곧바로 화면을 전환하지 않고 사전 예정된 광고들을 내보낸 뒤 세계무역센터가 불타는 화면으로 전환하였다.[50]
- 8:51: 브라질의 글로보뉴스 앵커 레일라 스테렌버그가 브라질 최초로 사고 소식을 전했다.[51]
- 8:51: 미 연방항공국 뉴욕 관제센터의 한 관제사가 4분 전 유나이티드 175편의 트랜스폰더 코드가 두 번이나 변경된 것을 발견하고 항공편과의 교신을 시도하였다. 당시 뉴욕 상공을 지나던 델타 항공 1489편이 뉴욕 관제센터에 맨해튼 남부에서 연기가 피어오르고 있다는 교신을 전했다. 이는 비행 중인 조종사로는 처음으로 교신을 통해 사고 소식을 알린 사례였다.
- 8:51: 뉴욕의 아마추어 무선응급서비스 연락망이 가동되어 해당 지역 내 긴급통신을 지원하기 시작하였다.[52]
- 8:51:34: 뉴욕 현지 라디오 방송국인 WINS-AM에서 교통상황 방송을 중단하고 제임스 파허티 앵커가 여객기 충돌 소식을 청취자에게 알렸다. 당시 방송국은 현장 인근에 거주하던 직원으로부터 사고 소식을 전달받았다.
- 8:52: 유나이티드 항공 175편의 탑승객 피터 핸슨이 아버지 리 핸슨에게 전화를 걸고 "납치범들이 조종실을 점령한 것 같다. 승무원이 칼에 찔렸고 앞쪽의 다른 사람이 죽었을지도 모른다. 비행기의 움직임이 이상하다. 유나이티드 항공에 전화해서 175편, 보스턴-LA 여객기라고 전해달라"라고 말하며 납치 소식을 알렸다. 같은 시각 175편의 승무원도 기내 전화를 통해 유나이티드 항공 사무실에 전화를 걸어 여객기가 납치되었다는 소식을 알리며, 조종사 두 명 모두 살해당했으며 승무원이 칼에 찔린 상태이고 납치범이 항공기에 탑승한 것 같다고 전했다.[53]
- 8:52: 오티스 주방위 공군기지에서 긴급 출격한 F-15기들이 아직 뉴욕 상공을 배회하고 있었다. 이들은 아메리칸 항공 11편의 항로 정보를 여전히 확인하지 못했으며 불과 몇분 전 빌딩에 충돌한 사실도 인지하지 못했다. 이후 롱아일랜드 군사통제 영공구역으로 간 F-15기들은 9시 9분~9시 13분까지 현상태 유지를 명령받았다.
- 8:52: 지역 방송국 MSNBC의 앵커 크리스 잰싱이 항공기 충돌 사고 소식을 전했다. 민간방송사 CBS 역시〈The Early Show〉의 방송을 중단하고 사고 소식을 전하기 시작하였다. 당시 브라이언트 검벨이 충돌 소식을 전했다. 같은 시각 캐나다에서는 CBC 뉴스 앵커 마크 켈리가 처음으로 사고 소식을 보도하였고,[54] 영국에서는 스카이 뉴스의 아나운서 케이 벌리가 처음으로 사고 소식을 보도하였다.
- 8:52:50: 폭스 뉴스가 광고 타임에서 돌아와 사고 소식을 전하기 시작했다. E. D. 힐이 북쪽 타워에 여객기가 충돌했다는 소식을 전했다.[55]
- 8:53: 오스트레일리아에서 네트워크 텐 소속 앵커 샌드라 설리가 처음으로 사고 소식을 보도하였다.
- 8:53:23: 영국 BBC 뉴스 24의 경제 전문 아나운서 존 터렛이 사고 소식을 처음 보도하였다.[56]
- 8:54: 아메리칸 항공 77편이 오하이오주 상공에서 정해진 항로를 벗어나 남쪽으로 기수를 돌려 워싱턴 D.C.로 향하기 시작하였다.
- 8:54: BBC 월드의 뉴스 앵커 니샤 필라이가 처음으로 사고 소식을 보도하였다. 다만 BBC 월드의 연속보도는 9시 정각이 되어서야 시작되었다.
- 8:54: 브라질에서 지상파 방송국으로는 처음으로 헤지 글로부의 앵커 카를로스 나스시멘투가 항공기 충돌 소식을 전했다. 속보를 전한 헤지 글로부는 정규 편성이 되어 있던 어린이 프로그램을 재개했다가 8시 57분에 사고 보도를 이어나갔다.[57]
- 8:55: 건물 표면에 손상을 입은 남쪽 타워의 관리인이 내부방송을 통해 "빌딩은 안전하다, 제자리로 돌아가 달라" (The building is secure, please return to your desks)는 방송을 내보냈다.[58] 남쪽 타워의 입주자들은 방송 지시에 따라 사무실로 돌아가거나, 방송을 무시하고 대피하거나, 78층 스카이 로비 등의 공용공간으로 모이는 등 다양한 반응을 보였다.
- 8:55: 조지 W. 부시 대통령이 교육정책 홍보의 일환으로 플로리다주 새러소타의 에마 E. 부커 초등학교에 도착, 현장 방문 일정의 소화에 나섰다. 동화책 〈The Pet Goat〉를 읽던 부시 대통령은 현장에 동행한 앤드류 카드 대통령 비서실장으로부터 소형 여객기가 세계무역센터에 충돌했다는 소식을 전해들었다. 수업 참관을 위해 교실에 들어가기 전 백악관에 머물러 있던 콘돌리자 라이스 국가안보보좌관과 통화하여 상황 보고를 받았다. 라이스 보좌관은 세계무역센터를 강타한 것이 트윈엔진 항공기, 그리고 상업용 여객기라는 사실을 밝히며 "현재 저희가 알고 있는 사실은 이것이 전부입니다, 대통령님"이라고 답했다.[59]
- 8:56: 아메리칸 항공 77편의 트랜스폰더기가 꺼지고, 항공기의 기본 레이더망 신호도 끊김 상태가 되었다. 레이더망 신호가 차단되는 동안 아메리칸 항공 77편은 관제센터의 눈에 띄지 않은 채 동쪽으로 기수를 돌렸다. 9시 5분 경 기본 레이더망 신호가 복원되고, 관제센터는 해당 항공편의 마지막 위치에서 서쪽 방면으로 탐색하였으나 찾을 수 없었다.[60] 이후 77편은 36분간 레이더망에 탐지되지 않은 상태로 워싱턴 D.C.를 향해 날아갔다.
- 8:58: 유나이티드 항공 175편이 뉴욕 방면으로 기수를 돌렸다.
- 8:59: 유나이티드 항공 175편 탑승객 브라이언 스위니가 에어폰을 통해 아내 줄리에게 메시지를 남겼다.줄스, 브라이언이야. 타고 있던 비행기가 납치됐어. 혹시라도 상황이 안 좋게 끝난다면, 안 좋게 돌아가고 있긴 한데, 내가 당신을 정말이지 사랑했다고 전하고 싶어. 잘 지냈으면 좋겠고, 하루하루 잘 보냈으면 좋겠고, 우리 부모님도 모두에게도 똑같지만 당신을 너무나도 사랑해. 나중에 나랑 다시 만나자. 잘 있어, 자기야. 전화하고 싶다.

### 오전 9시

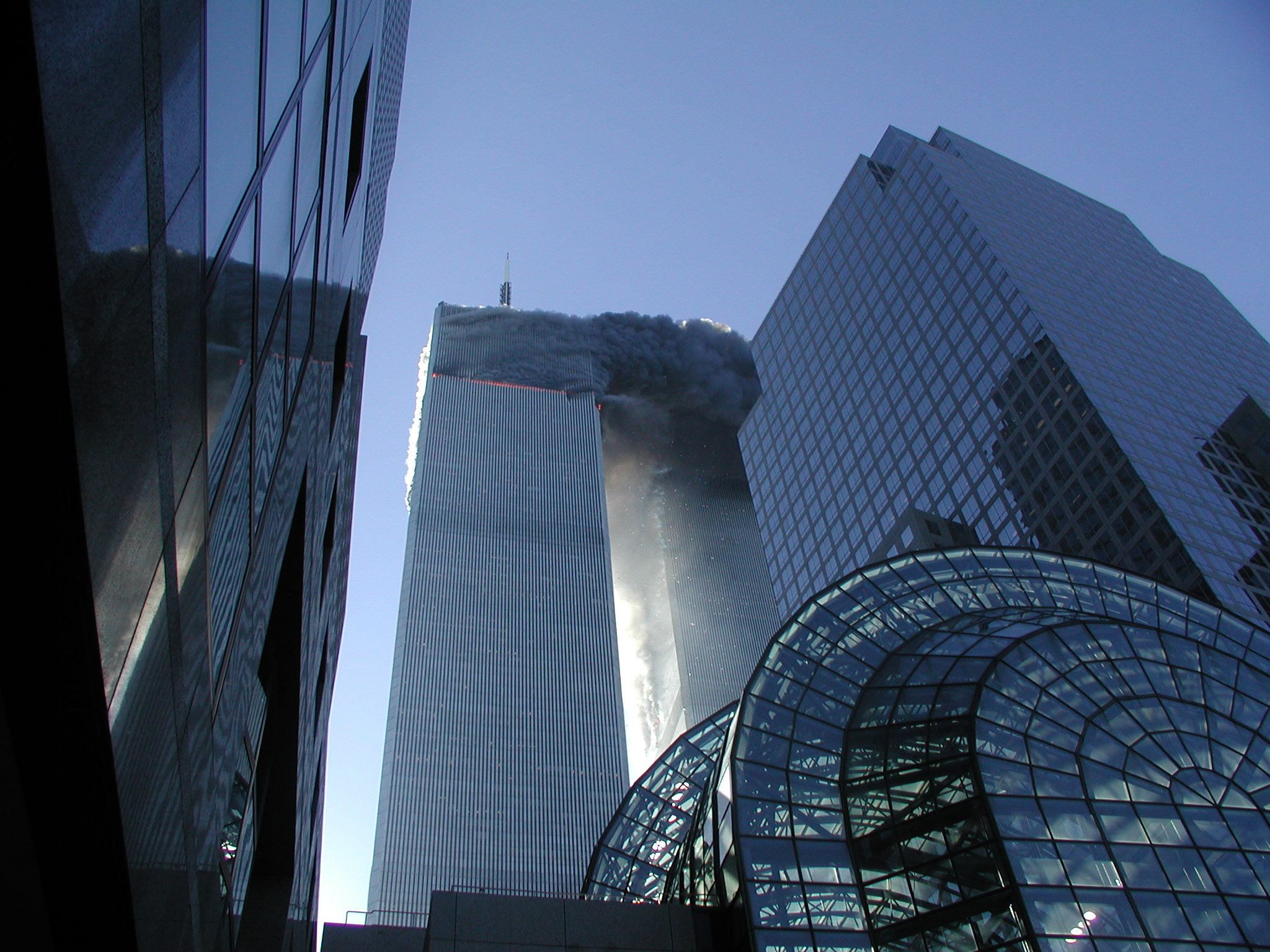
화재가 발생한 쌍둥이 발딩

- 9:00: 프랑스에서 라 셴 앵포의 앵커 마리안 코텐호프가 처음으로 사고 소식을 전했다.[61]
- 9:00: 스페인에서 안테나 3의 뉴스 앵커 마티아스 프라츠 루케가 처음으로 사고 소식을 전했다.[62]
- 9:00: 유나이티드 항공 175편의 탑승객 피터 핸슨이 아버지 리 핸슨에게 두번째 전화를 걸어, 여객기가 빌딩으로 충돌하려 한다고 알렸다.

상황이 나빠지고 있어요, 아빠. 스튜어디스가 칼에 찔렸어요. 칼이랑 최루스프레이를 갖고 있는 것 같아요. 폭탄도 갖고 있다고 말했어요. 기내 상황이 나빠지고 있어요. 승객들이 토하고 아파하고 있고요. 비행기가 덜컥거리면서 움직여요. 조종사가 여객기를 조종하는 것 같진 않아요. 하강하고 있는 것 같고. 시카고나 어딘가로 날아가서 건물로 뛰어들 계획인가 봐요. 걱정하지는 마세요 아빠. 그렇게 되면 엄청 빨라질 거에요. 세상에, 세상에.
이 말을 끝으로 전화는 갑자기 끊겼고 머지않아 리 핸슨은 TV 화면으로 남쪽 타워에 두번째 여객기가 충돌하는 모습을 목격하였다.
- 9:01~9:02: 연방항공국 소속 뉴욕 관제센터에서 버지니아주 헌던의 관제체계 지휘센터 (ATCSCC)에 다음과 같이 알렸다.

뉴욕 센터: 여기 몇가지 상황이 벌어지고 있다. 시간이 갈수록 커지고 또 커지고 있다. 군에서 개입을 해줄 필요가 있다.

ATCSCC: 저희도 다른 건에 개입 중에 있다. 비슷한 상황이 벌어질 수 있는 또다른 항공기가 있다.
- 9:01: 뉴욕 관제센터에서 뉴욕 터미널 출입통제센터에 연락하여 유나이티드 항공 175편의 위치 파악에 도움을 요청하였다. 이 시점에서 유나이티드 항공 175편은 뉴저지 중부 상공에 있었으며 맨해튼 남부로 향하고 있었다.
- 9:01: 뉴욕 현지 TV 방송국 WPIX의 앵커 린 화이트가 사고 소식을 보도하기 시작했다.[64] 일본에서는 NHK 뉴스 아나운서 호리오 마사아키가 사고 소식을 처음으로 보도하기 시작했다.
- 9:01: 대한민국의 케이블 뉴스채널 YTN에서 정규 프로그램인 〈YTN 프라임뉴스〉시간에 앵커 멘트로 속보를 전했다 (한국 시각 오후 10시 1분). YTN이 특보 체제로 전환한 것은 미 동부 시각 오전 10시 (한국 시각 오후 11시)부터였다.[65]
- 9:02: 북쪽 타워 로비에 주둔해 있던 조셉 파이퍼 소방경이 세계무역센터의 쌍둥이 빌딩 내 인원에 대피명령을 내렸다. 남쪽 타워의 소방안전국장이 이 명령을 수신했는지 여부는 불확실하지만, 타워 내부의 방송시스템을 통해 "여건이 갖춰지면 질서 있는 대피에 나서라" (begin an orderly evacuation if conditions warranted)는 방송이 이루어졌다.[66]
- 9:02: 뉴욕 관제센터의 관제사가 유나이티드 항공 175편이 매우 낮은 고도로 급강하하는 모습을 목격하였다.

- 9:03[c]: 유나이티드 항공 175편의 세계무역센터 남쪽 타워 충돌. 당시 여객기는 빌딩 남쪽 면의 77층~85층 사이에 시속 950km (초속 264m, 513노트)의 속도로 충돌하였다.[67][68][69][70][71]
  - 여객기에서 터져나온 제트 연료가 폭발하면서 남쪽 타워의 남,동,북쪽 면에 거대한 화염을 만들어냈다.[72]동시에 이미 화재가 발생한 북쪽 타워의 동쪽 면 창문이 폭발로 발생한 충격파를 이기지 못하고 부서져 내렸다.[73]:63 우현 엔진을 비롯한 여객기의 일부 부품이 남쪽 타워의 동쪽면과 북쪽면에서 튀어나와 지상 6블록 반경 내에 떨어졌다.
  - 충돌과 함께 여객기에 탑승해 있던 인원 65명과 남쪽 타워의 충돌 층에 머물고 있던 수백여 명의 사람이 즉사하였다.
  - 남쪽 타워에서 대대적인 대피 명령이 떨어졌다. 여객기 충돌 당시 건물의 수직중앙선에서 살짝 치우친 상태로 충돌하였기에, 모든 계단이 차단되어 버린 북쪽 타워와는 달리 남쪽 타워에는 끊기지 않고 살아 있는 계단이 하나 있었다. 다만 화재로 인한 거센 연기로 가득차고 말았으므로, 충돌 지점 상층부의 대다수 사람들은 옥상으로 올라가 그곳에 접근하는 헬리콥터로 구조되는 쪽을 택했다. 그러나 건물 관리를 맡은 뉴욕 뉴저지 항만공사에서 옥상 출구로 이어지는 통로의 강철문 2개를 굳게 잠가두어 열 수 없는 상황이었다.[74]
  - 충돌과 함께 세계무역센터 옥상의 송신탑과 뉴욕 지역의 여러 텔레비전, 라디오 방송 타워와의 수송신이 단절되었다. 이 때문에 방송사 가운데 WPIX의 위성 송신화면이 두번째 충돌이 벌어지는 장면으로 고정되었으며, 이를 대체할 송신기가 설치된 것은 그로부터 수 시간이 지난 뒤였으므로 그 사이 모든 지역 방송국의 화면은 그대로 유지되고 있었다. 다만 지상파 신호는 계속 방송을 이어나갈 수 있었으며, 뉴욕 지역의 케이블 TV 시스템으로도 방송 신호를 수신할 수 있었다. 방송국 가운데 WCBS-TV는 세계무역센터가 아니라 엠파이어 스테이트 빌딩에 백업 송신시설을 갖추고 있었기에 문제되지 않았다.
  - 이 시점에서 미국 3대 방송사 (ABC, NBC, CBS)를 비롯하여 사고 현장 중계에 나섰던 수많은 매체가 두번째 여객기의 충돌 순간을 생중계로 포착하고 방송을 지켜보던 전세계의 수많은 시청자들이 이를 고스란히 목격하게 되었다. 북쪽 타워의 화재 현장에 집중하던 일부 카메라 각도에서는 남쪽 타워의 모습이 아예 가려져 있었기 때문에, 일각에서는 두번째 비행기가 남쪽 타워에 충돌했다고는 생각하지 못하고 북쪽 타워에서 두번째 폭발이 벌어진 것으로 착각하기도 했다.
  - 충돌 직후 각 방송사들은 두번째 여객기의 충돌 장면을 다시 재생하며 이것이 고의적인 테러 공격인지 아니면 극악의 확률을 지닌 대형 사고인지 분석에 들어갔다. CNN은 헤드라인을 '세계무역센터에 두번째 비행기 충돌' (Second plane crashes into World Trade Center)로 교체하였다. 충돌 당시 CNN은 WABC-TV의 중계화면을 받아 내보내던 중이었으며 앵커를 맡은 스티브 바텔스타인은 첫번째 여객기의 연료가 폭발한 것으로 잘못 보았다가 정정하였다.
  - 뉴욕 지역 방송사 WNYW는 두번째 여객기가 빌딩에 부딪혔다는 사실을 가장 먼저 인지하고 다음과 같이 소식을 전했다. 당시 다른 방송사들은 충돌로부터 수십초에서 수 분이 지난 후에야 두번째 여객기의 충돌 사실을 언급하기 시작하였다.[75][76][77]

짐 라이언: 지금 저희 헬리콥터에서 바라본 화면을 보고 계시는데, 현장에 도착한 호보컨의 짐 프리들 기자가 전하기를, 의도적으로 급강하하여 곧바로 충돌했을 가능성이 있다고...  아니 이럴수가. 또 충돌했네요. 세상에 이럴수가. 한 대가 또 충돌했습니다!
린 브라운: 의도가 다분해 보이네요.
짐 라이언: 아니 세상에. 이제는...
카이 시몬슨 (WNYW 헬리콥터 기자): 비행기였나요?
짐 라이언: 이제 분명해졌습니다. 방금 두번째 비행기가 세계무역센터에 충돌한 것 같습니다. 지금 이 시점에서 상상조차 하기 힘든 테러 행위가 벌어지고 있다고 봅니다.
카이 시몬슨: 아, 이럴수가.
짐 라이언: 이럴수가 있나요, 두번째 비행기가 세계무역센터의 또다른 타워에 충돌했습니다. 이건 분명 세계무역센터를 향한 자살 테러 공격입니다. 우리가... 우리가 두려워했던... 우리가 오랫동안 두려워했던 것들이 현실로 다가온 것 같습니다. 세계무역센터를 향한 비참한 테러 공격. 타워 두 개에 모두 비행기가 충돌했습니다.

두 대의 여객기가 충돌한 이후의 쌍둥이 타워의 모습.

- 9:03:18: 미 연방항공국 뉴욕 트래콘 (TRACON, 레이더 접근 관제센터)에서 관할 공항에서 이륙 예정에 있던 전 항공편에 운항 중단 조치를 내렸다. 해당 공항의 지상 절차에 대해서는 아직 중단 조치를 내리지 않았다.[78]
- 9:03: 부시 대통령이 초등학교 수업 현장 참관을 위해 교실로 들어섰다.
- 9:03: 연방항공국 뉴욕 관제센터에서 북동부방공단에 유나이티드 항공 175편의 납치 사실을 알리자마자 여객기의 충돌 사실을 전달받았다.
- 9:04: 폭스 뉴스 앵커 존 스콧이 이번 테러의 용의선상에 오사마 빈 라덴을 처음 지목했다.
- 9:04 (경): 연방항공국 보스턴 항공관제센터에서 관할구역 (뉴잉글랜드와 뉴욕주 동부) 내 공항을 대상으로 전 항공편 이륙 중단 조치를 내렸다.
- 9:05: 부커 초등학교 재학생들에게 짤막한 자기소개를 마친 부시 대통령이 학생들과 함께 동화책 〈The Pet Goat〉를 읽던 중, 앤드류 카드 비서실장으로부터 "두번째 항공기가 다른 타워에 충돌했습니다. 미국이 공격받고 있습니다"라는 귀띔을 전해들었다. 부시 대통령은 그 직후 별다른 행동 없이 수업 참관을 이어나갔다.[79] 훗날 부시 대통령은 학생들을 불안에 빠뜨리는 대신 계속해서 참관을 이어나가는 것이 낫겠다고 판단했다고 해명하였다.
- 9:06: 연방항공국에서 연방항공규정에 의거한 임시 항공편 제한조치를 내렸다. 이로써 뉴욕 관제센터와 인근 3개 관제센터 (보스턴, 클리블랜드, 워싱턴 D.C.) 소속 공항에서 뉴욕 관제센터 관할 영공으로 향하거나 통과하는 모든 항공편의 이륙을 처음으로 금지하게 되었다. 이른바 퍼스트 티어 그라운드스톱 (First Tier groundstop)이란 이름의 조치로, 노스캐롤라이나주 북부에서 미시건주 동부에 이르기까지 미국 북동부 일대를 대상으로 하였다.
- 9:06: CNBC 뉴스 앵커 앨리나 초가 뉴욕 증권 거래소의 철수 소식을 전했다.
- 9:08: 연방항공국에서 전국 어디서 출발하든 뉴욕 관제센터 관할 영공을 오가는 항공편에 대해 이륙 금지 조치를 내렸다. 이후 ABC 뉴스는 뉴욕 지역 공항을 운영하는 뉴욕 뉴저지 항만청에서 연방항공국에 뉴욕 관제센터 영공폐쇄 허가를 요청했다고 보도했다.
- 9:10: 대한민국의 MBC가 지상파 3사 가운데 처음으로 속보 자막을 내보내며 사고 소식을 알렸다. 당시 MBC는 월화드라마 〈선희 진희〉를 방영중이었으며 '뉴욕 세계무역센터 비행기 충돌 인명 피해 클듯'이란 2줄 자막을 내보냈다 (한국 시각 오후 10시 10분).[80]

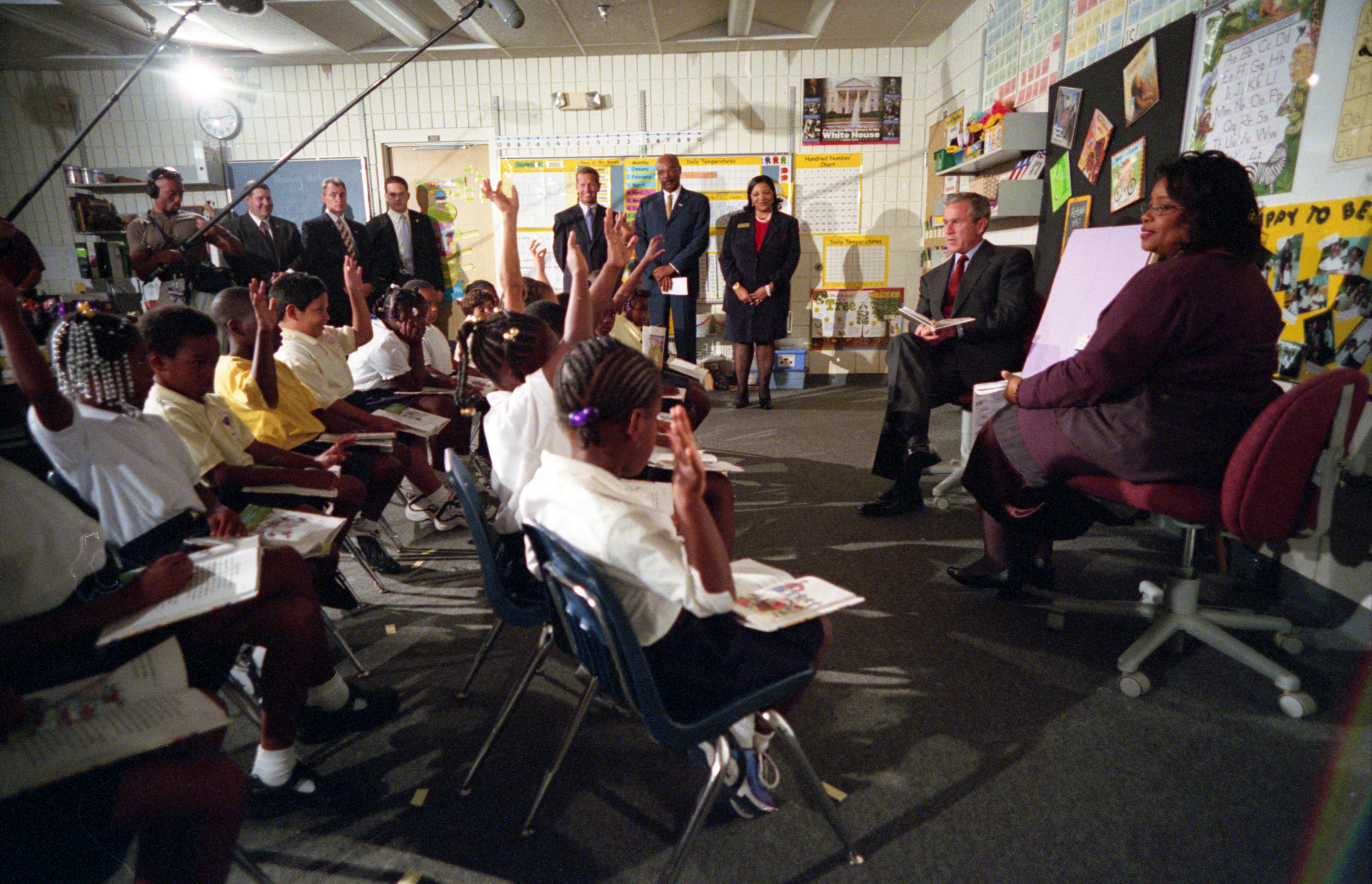
2001년 9월 11일 아침, 플로리다주 새라소타의 에마 E. 부커 초등학교 수업을 참관중인 조지 W. 부시 미국 대통령

- 9:11: 뉴욕과 뉴저지를 연결하는 PATH 철도의 마지막 열차가 세계무역센터역을 떠났다. 빌딩 붕괴 당시 이 역의 내부는 비어 있었다.
- 9:11: ABC 뉴스 앵커 피터 제닝스가 사건 보도에 나섰다.
- 9:13: 오티스 주방위 공군 기지의 F15 전투기가 롱아일랜드 일대 군사구역을 벗어나 맨해튼으로 향했다.
- 9:14: 초등학교 수업 참관을 마친 부시 대통령이 미국 비밀경호국에서 통제하는 교실로 들어갔다. 이곳에는 전화기와 뉴스 생중계를 전하는 텔레비전이 마련되어 있었고 다수의 고위 참모가 모여 있었다. 부시 대통령은 딕 체니 부통령, 콘돌리자 라이스 안보보좌관, 조지 퍼타키 뉴욕주지사, 로버트 뮬러 FBI 국장과 이야기를 나누고 연설 준비에 나섰다.[81]
- 9:15: NBC 뉴스에서 유나이티드 항공 직원의 확인되지 않은 증언을 인용해 아메리칸 항공 여객기가 납치되어 충돌했다고 보도하였다.
- 9:17: 미 연방항공국에서 뉴욕시 일대 전 공항에 폐쇄 조치를 내렸다.[82] 앞서 뉴욕시는 연방항공국에 공항 폐쇄 조치를 요청하였다.
- 9:17:02: CBS 뉴스 워싱턴 특파원 짐 스튜어트가 안보 관계자를 인용해 오사마 빈 라덴을 유력 용의자로 지목하고 있다고 보도했다.
- 9:18: CNN에서 FBI의 항공기 납치 신고를 조사중에 있다며 처음으로 범죄 행위일 가능성을 언급하였다. 이후 CNN는 뉴스 헤드라인을 'AP: 충돌 전 여객기 납치' (AP: Plane was hijacked before crashes)로 바꾸었다.
- 9:19: 샌프란시스코로 향하던 유나이티드 93편이 펜실베이니아주 상공에 도달했다. 유나이티드 항공의 운항책임자 에드 발링어는 당시 동서부 운항에 나섰던 여객기 16편을 대상으로 '조종실 침입 주의 - 항공기 2대 세계무역센터에 충돌' (Beware any cockpit intrusion—Two a/c hit World Trade Center)이란 내용의 경고 문자 메시지를 보냈다.[83] 실제 발송까지는 수 분여가 소요되었으며, 유나이티드 항공이 수신한 시각은 이로부터 4분이 지난 뒤였다.
- 9:21: 맨해튼으로 진입하는 교량과 터널이 전원 폐쇄되었다.[82] 단 조지 워싱턴 교의 경우 맨해튼에서 외부로 대피하는 차량 통행을 위해, 브루클린교와 맨해튼교의 경우 보행자 통행을 위해 개방된 상태로 남았다. 여기에 뉴저지 트랜싯 역시 맨해튼섬에서 빠져나오는 승객의 수용을 위해 뉴욕 펜역으로의 열차 운행을 계속하고 있었다.
- 9:21: 캐나다 교통부가 오타와에 상황본부를 마련하고 대응 개시에 나섰다.[84]
- 9:23: 유나이티드 항공의 에드 볼링어가 보낸 경고 메시지가 93편과 175편에 모두 발송되었다. 93편은 그로부터 1분 뒤에 해당 메시지를 수신하였다.[83][85]

세계무역센터의 투신자와 부딪혀 사망한 뉴욕 소방관 대니 서

- 9:24-9:38 (추정): 남쪽 타워의 79층 창문 (79-351)에 매달려 있던 생존자 3명이 건물 아래로 투신 / 추락하여, 이 빌딩에서 목격된 유일한 추락 사례로 기록되었다. 이는 충돌로부터 붕괴까지 약 100여명이 넘게 투신했던 북쪽 타워의 상황과는 극명한 대조를 이뤘다.[86] 3명 가운데 1명이 추락할 당시, 건물 진입을 준비중이던 소방관 대니 서 (Danny Suhr)가 투신자와 부딪히는 바람에 두 사람 모두 즉사하는 사고가 벌어졌다.[87]
- 9:24: 연방항공국에서 북동부방공단에 아메리칸 항공 77편의 납치 혐의 사실을 전했다. 연방항공국과 방위사령부는 77편 관련 사안을 논의하는 연락망을 가동하였으며, 93편의 납치 직후에도 동일하게 논의하기 시작하였다.
- 9:25: ABC 뉴스 특파원 존 낸스가 남쪽 타워에 충돌한 여객기의 기종이 보잉 767일 가능성이 있다고 지목했다.
- 9:25: 오티스 공군기지의 F15기가 맨해튼 상공의 항공순찰에 나섰다.
- 9:25: 백악관 상황실에서 대통령 특별보좌관 리처드 클라크의 주재하에 화상원격회의가 시작되었다. 이후 CIA, FBI, 국무부, 법무부, 국방부, 연방항공국이 회의에 합류하였다.
- 9:25: CNN이 AP통신을 인용하여 세계무역센터에 충돌한 여객기 2대가 '테러 행위' (act of terrorism)로 보인다고 보도했다.
- 9:26: 미 연방항공국이 목적지와 관계없이 모든 민간 항공기의 이륙을 금지하는 조치를 내렸다. 또 리처드 클라크 백악관 대테러담당관이 전세계 미군기지에 대한 군사 방어태세를 상향조정하라는 명령을 내렸다.
- 9:26: 유나이티드 항공 93편 조종사 제이슨 달 (Jason Dahl)이 에드 볼링어의 납치 주의 메시지에 "이전에 보낸 메시지 확인 바람" (Ed, confirm latest mesq plz - Jason)이라는 답장을 보냈다.[83]
- 9:26: MSNBC의 뉴스 특보에서 NBC 뉴스 특파원 앤드레아 미첼이 미 정부 관계자가 쌍둥이 빌딩에 충돌한 두 대의 여객기 가운데 하나가 납치되었던 것으로 알려진 보스턴발 로스앤젤레스행 아메리카 항공 여객기라 확인했다고 보도했다.[88]
- 9:28:05: 유나이티드 항공 93편에서 납치범들이 조종석을 습격하면서 급강하를 시작했다.[89]
- 9:29: 뉴욕 소방청 교대사령관이 당시 비번 상태였던 모든 소방관을 대상으로 소집 명령을 내리면서 전 소방력의 집결에 나섰다.

- 9:29: 부시 대통령이 초등학교 교사와 학생 200여명이 지켜보는 가운데 이번 테러에 관한 첫 연설에 나섰다. "오늘 우리는 국가적인 비극을 겪었습니다. 두 대의 비행기가 세계무역센터에 충돌하였습니다. 우리나라에 대한 명백한 테러 공격인 것입니다"라는 말과 함께 잠시 침묵을 이어나간 부시 대통령은 즉시 워싱턴으로 복귀할 뜻을 밝혔다. 이 시점에서 부시 대통령에게 다른 항공기가 납치되었거나 실종되었다는 정보는 전해지지 않고 있었다.[90]

### 9시 30분
- 9:30: 로이터에서 보스턴발 여객기가 납치되었다고 보도했다.
- 9:30: 북쪽 타워의 고속엘리베이터 69-A에 갇혀 있던 6명의 남성이 극적으로 탈출에 성공했다. 이 엘리베이터는 빌딩 내 대부분 층을 통과하여 상층부까지 직통으로 연결하던 것으로, 아메리카 항공 11편 충돌 당시 50층에서 운행을 멈춘 상태였다. 해당 층에는 출구가 따로 없었기에 창문청소부 얀 뎀크주어 (Jan Demczur)가 청소용 밀대를 가지고 엘리베이터 통로의 내벽에 구멍을 뚫으려 했다. 밀대의 칼날이 부러져 통로 아래로 떨어지자, 함께 엘리베이터에 타고 있던 남성 5명이 엘리베이터 손잡이로 안감을 번갈아 가면서 뜯어냈고, 결국 엘리베이터를 빠져나와 해당층에 인접해 있던 화장실로 건너오는 데 성공했다.[91][92] 이들을 발견한 소방관의 안내에 따라 계단으로 대피하기 시작하였으며 건물이 무너지기 5분 전에 무사히 빠져나올 수 있었다.[93]

- 9:31: 워싱턴 D.C.의 정부 전문 중계방송인 C-SPAN에서 〈Washington Journal〉의 진행자 스티브 스컬리가 오늘 아침 여객기 충돌 사고에 대한 보도에 나섰다.
- 9:32: 유나이티드 항공 93편에서 "신사 숙녀 여러분, 기장입니다. 앉아 주세요. 계속 앉아 계세요. 기내에 폭탄을 싣고 있습니다. 앉아 주세요"라는 교신을 내보냈다. 이 교신을 클리블랜드의 항공관제사가 접하면서 납치 정황이 처음 알려졌다.
- 9:32: 버지니아주 덜레스 터미널 레이더 관제본부에서 아메리칸 항공 77편을 거론하며, '빠른 속도로 동쪽 방면으로 향하고 있는' 주 표적의 레이더 추적에 나섰다.
- 9:33~9:34: 레이건 국립공항의 감독관이 백악관 비밀경호국 운영센터에 77편 여객기를 지목하며 "항공기가 그쪽으로 접근 중이며 저희와 연락이 되지 않고 있다"고 경고했다. 이후 관제탑 측에서 77편이 방향을 틀었으며 레이건 국제공항으로 접근 중이라고 밝힘에 따라 백악관에 대피 명령이 내려졌다.
- 9:34: 미 연방항공국 지휘센터에서 유나이티드 항공 93편에 대한 정보를 본부에 전달했다.
- 9:35: 부시 대통령이 탄 차량 행렬이 초등학교를 출발하여 대통령 전용기가 있는 새러소타-브래든턴 국제공항으로 향했다.
- 9:35: 유나이티드 항공 93편이 오하이오주 북동부에서 방향을 틀어 동쪽으로 비행하기 시작했다.
- 9:35: 아메리칸 항공 77편이 다시 방향을 틀어 워싱턴 D.C. 쪽으로 향하고 있다는 보고가 접수되면서 비밀경호국은 부통령을 백악관에서 즉시 대피시키라는 명령을 내렸다.
- 9:36: 클리블랜드 관제소에서 미 연방항공국 지휘센터에 유나이티드 항공 93편을 추적중이라 보고하고, 군에 전투기를 출동시켜 항공기 요격에 나서 달라고 요청했는지를 문의했다.
- 9:37: 딕 체니 부통령이 백악관 이스트윙 지하의 통로를 따라 비상시 전용 벙커인 대통령 비상 작전 센터로 향했다.

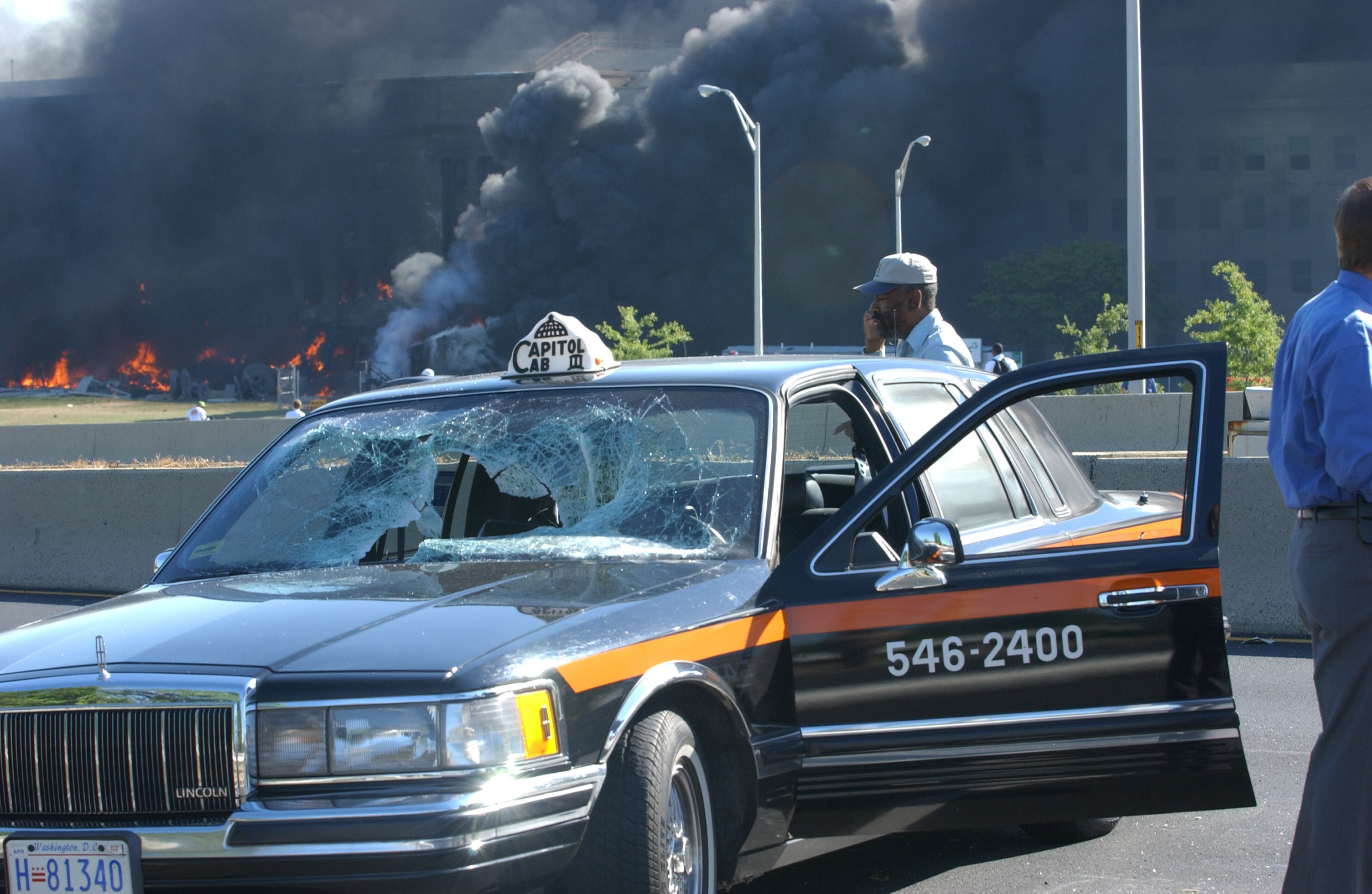
아메리칸 항공 77편이 워싱턴 대로를 지나 펜타곤에 충돌할 당시 그 여파로 가로등에 치인 택시의 모습

- 9:37: 아메리칸 항공 77편의 펜타곤 충돌. 당시 여객기는 펜타곤의 서쪽면에 시속 853km (초속 237m, 460노트)의 속도로 충돌하였으며 여객기에 실린 연료로 거대한 불길이 솟아올랐다. 충돌 구역은 최근 리모델링을 거친 빈 사무실이 주를 이루었다. 그러나 이 사고로 여객기 탑승자 64명 전원과 국방부 근무자 125명이 현장에서 사망하였다.
- 9:39: 유나이티드 항공 93편에서 납치범 지아드 자라의 교신이 접수되었다. "아아, 여기는 기장. 여러분 모두 자리에 앉아 계시길 바란다. 폭탄을 싣고 있으며 공항으로 돌아가 요구사항을 밝히고자 하니 조용히 있기를 바란다"는 내용이었다.
- 9:39:12: NBC 뉴스의 국방부 특파원 짐 미클라스제프스키가 "방금 전 이곳 국방부에서 일종의 폭발이 벌어진 것으로 보인다"며 사고 사실을 처음으로 보도했다. NBC와 MSNBC는 폭발 사고에 대해 보도하면서도 원인을 알 수 없어 여객기 충돌 사실에 대해서는 보도하지 않았다.
- 9:40: 백악관 상황실에서 주재하는 화상회의가 물리보안 조치를 거쳐 대통령, 백악관, 연방정부 간의 3자 회의에 나섰다. 이 시점에서 펜타곤의 여객기 충돌 사실은 아직 전해지지 않았다.
- 9:40:49: CNN이 "펜타곤에 화재 신고" (Reports of fire at Pentagon)라는 속보 자막을 띄웠다.
- 9:41: 워싱턴 D.C.의 지역방송인 WUSA에서 CBS 전국방송을 끊고 앤드레아 로앤 앵커의 진행과 함께 펜타곤에 폭발이 벌어졌다는 단독 보도에 나섰다.
- 9:41:15: 세계무역센터의 투신자를 포착한 것으로 유명한 사진〈떨어지는 남자〉가 찍힌 시각.
- 9:42: ABC 뉴스에서 워싱턴 D.C.의 백악관 서쪽 블록에 위치한 아이젠하워 행정동 빌딩 건너편에서 펜타곤에 거센 연기가 피어오르는 모습을 카메라로 촬영해 처음으로 화면으로 내보냈다. 특보를 진행하던 피터 제닝스는 그로부터 2분여 뒤 펜타곤에 화재가 발생했다는 소식을 전했다.
- 9:42: CBS 뉴스에서 펜타곤에 폭발이 일어났다고 처음 보도하였다.
- 9:42: 미 연방항공청의 수석교통관리자 벤 실니가 미국 전역의 항공운항을 전원 차단하고 국외에서 들어오는 항공편에 대해 목적지를 바꾸라는 'SCATANA' 집행명령을 내렸다.
- 9:43: 폭스 뉴스 특파원 데이비드 애스먼이 "저희가 이제 막 펜타곤에서 또다른 폭발이 벌어졌다는 소식을 이제 막 전해들었습니다"고 보도하며 사고 소식을 알렸다.[95]
- 9:43: 아랍에미리트 방송 아부다비 TV에서 팔레스타인 해방대중전선으로부터 자신들이 테러 공격을 저질렀다는 제보를 받았다고 보도했다. 그러나 이후 해방대중전선 측 고위장교에서 테러 자행 사실을 부인하였다.[96]
- 9:43: 백악관과 국회의사당의 상주 인원에 전원 대피 명령이 내려짐과 동시에 폐쇄되었다.
- 9:45: 미국 영공의 폐쇄 조치가 단행되었다.
  - 모든 민간 항공기의 이륙이 금지되었으며, 운항 중인 항공기는 가장 가까운 공항으로 최대한 빨리 착륙하라는 명령이 내려졌다. 이로써 미국으로 향하는 거의 모든 국제선 항공편이 캐나다로 우회하였으며 남미발 항공편들의 경우 멕시코로 방향을 돌렸다. 캐나다 쿄통부 역시 자국의 영공 폐쇄를 명령하였으나 멕시코의 영공은 따로 폐쇄되지 않았다.
  - 미 연방항공국은 최소 9월 12일 정오까지 민항편의 운항을 중단한다고 선언하였으며 캐나다 교통부 역시 비슷한 명령을 내렸다. 연방항공국은 '노란 리본 작전' (Operation Yellow Ribbon)을 가동하여 미국행 국제선 항공편의 우회 안내에 나섰으며 캐나다 각지의 공항에 항공편이 수용되기 시작하였다. 특히 뉴펀들랜드의 갠더에 위치한 소규모 공항인 갠더 국제공항에는 여객기 38대와 승객 6,122명, 승무원 473명을 갑작스레 수용하게 되면서 혼란이 빚어졌다. 군용항공기, 의료항공기, 죄수 이송용 항공기에 한해서는 운항이 허가되었다.
  - 민항기를 대상으로 한 미국의 영공 폐쇄 조치는 이번이 4번째였으며, 그 전의 사례는 1960년~1962년 군사 작전 '스카이 실드'를 위한 것으로서 사전예고 없이 이루어진 사례는 사상 처음이었다. 캐나다의 영공 폐쇄 조치 역시 이번이 처음이었다.

- 9:45: CNN이 펜타곤 외에도 내셔널 몰에 화재가 벌어졌다는 정보를 입수했다고 보도했다. 이는 시간이 흐르면서 거짓 정보였던 것으로 밝혀졌다.
- 9:46: 샌프란시스코 공항 측에서 유나이티드 항공 93편에 "이상 없는지 확인 요망" (PLZ CONFIRM ALL IS NML... THX)이란 메시지를 발송했다.
- 9:46:36: 독일 ARD의 〈타게스테멘〉에서 울리히 비커르트의 진행으로 테러 소식을 처음으로 전했다.
- 9:47: 대한민국 MBC에서 정규 편성된 드라마 방영을 중단하고 '뉴스 속보-항공기 미 무역센터 충돌'을 내보내며 테러 소식을 처음으로 집중 보도했다 (한국 시각 오후 10시 47분).[80]
- 9:49: 미 연방항공국 헌든 지휘센터의 교신기록에서 항공국 본부 차원에서 유나이티드 항공 93편에 대해 군사지원을 요청할지의 여부를 결정해야 하지 않겠느냐는 발언이 등장하였다. 그러나 연방항공국은 여객기가 지면에 충돌하기 전까지 군 지원 요청에 나서지 않았다.
- 9:50 (추정): AP통신에서 아메리칸 항공 11편이 보스턴 로건 공항을 이륙한 뒤 납치된 것으로 보인다고 보도했다. 이후 1시간여 동안 11편과 175편 여객기의 납치 소식이 확인되었다.
- 9:51: 뉴욕 소방청 7대대 소방경 오리오 파머가 소방서장 로널드 부카와 함께 남쪽 타워 78층의 스카이 로비에 도달했다. 오리오 파머는 화재가 발생한 구역이 두 곳이며 수많은 시신이 널려 있다고 보고했다.[97] 오리오 파머와 로널드 부카는 쌍둥이 타워 내부에 진입한 소방관 가운데 가장 높은 층까지 진입한 구조인력으로 추정되며, 붕괴 시점까지 구조 활동을 계속하였다.
- 9:52: 미국 국가안보국이 아프가니스탄에 머무르던 것으로 알려진 오사마 빈 라덴의 측근이 조지아의 누군가와 통화하는 것을 감청하여, 자신이 "좋은 소식"을 전해들었으며 다른 목표도 타격받을 것이라 말했다고 전했다.[98]
- 9:53: CNN에서 국방부 펜타곤에 여객기가 충돌했다는 사실을 보도했다.
- 9:55: CNN 특파원이 이번 테러를 통해 '미국을 공격하기로 결심'한 사람이 오사마 빈 라덴이라고 언급했다.
- 9:55: 미 대통령 전용기가 새러소타-브래든턴 국제공항을 이륙하였다. 2분 뒤 순항고도에 오른 전용기는 약 40분 동안 상공을 선회하며 목적지를 어디로 삼을지를 놓고 고심에 빠졌다.
- 9:57: 납치당한 유나이티드 항공 93편에서 승객들이 조종실을 되찾기 위한 반격에 나섰다.
- 9:59:[99]:80[100]:322 세계무역센터 남쪽 타워 (WTC2) 붕괴. 유나이티드 항공 175편이 충돌한 지 56분 만의 일이었다.[d]
  - 건물 붕괴로 인해 남쪽 타워에 머무르거나 갇혀 있던 생존자와 구조대원은 전원 사망하였다.
  - 건물이 붕괴하면서 굉음과 함께 건물의 콘크리트 잿더미와 석면이 뒤섞인 거대한 구름이 주변 거리를 휩쓸고 지나가기 시작했다. 현장의 목격자나 생중계 중이던 방송사 가운데서는 폭발이나 충돌사고가 또 발생하면서 연기가 피어올라 빌딩이 가려졌다고 생각한 사람도 있었으나, 바람이 연기를 걷어가면서 건물 자체가 주저앉은 것이 분명히 드러나게 되었다.[103][104]
  - 세계무역센터 현장을 중계하던 수많은 TV 방송과 라디오 중계방송이 이를 그대로 전하였으며, 현장에 있던 NY1 특파원 크리스턴 쇼그네시가 남쪽 타워의 붕괴가 시작됨과 동시에 이를 보도하였다.[105] ABC 뉴스 특원 돈 달러 (Don Dahler) 역시 현장 근처의 자택에서 머물다 앵커 피터 제닝스에게 빌딩이 무너지는 모습을 목격했다고 전했다. ABC의 보도는 빌딩 붕괴 직후에 구체적인 현황을 전한 최초의 방송 보도로 평가된다.

- 9:59: 남쪽 타워가 무너지면서 뉴욕 소방청의 담당사제였던 마이컬 저지 신부가 북쪽 타워 로비층에서 떨어진 파편에 맞아 사망했다. 사인은 두부외상, 즉 머리에 충격이 가해진 데 따른 죽음이었다.[106] 마이컬 저지의 시신은 북쪽 타워에 머무르다 남쪽 타워의 붕괴를 인지하고 분진의 습격을 피해 인근 에스컬레이터로 빠져나온 파이퍼 서장과 쥘 노데가 발견하였다.[107] 이후 마이컬 저지는 담당 검시관실에서 처음으로 수습하여 사망판정을 내린 인물로서, 9·11 테러의 첫번째 공식 희생자 (Victim 0001)로 등록되었다.

### 오전 10시
- 10:00: 북쪽 타워의 지휘본부에 있던 뉴욕 소방청 조셉 파이퍼 소방경이 무선연락을 통해 전 소방 인력을 대상으로 대피 명령을 내렸다.

제1대대 소방경 (파이퍼): Command post, Tower 1, all units. Evacuate the building. Command post, to all units. (지휘소에서 1타워 전 대원에 알림, 빌딩에서 대피하라. 지휘소에서 전 대원에 알림.)
그러나 통신상의 제약으로 타워 내부에 있던 소방관 중 대다수가 이 명령을 받지 못했다. 그 가운데서 다른 소방관으로부터 대피 명령이 떨어졌다는 소식을 듣고 건물을 빠져나갔던 소방관들이 있는가 하면, 붕괴 시점까지 대피 명령을 인지하지 못했던 소방관들도 있었다.
- 10:01: 미 연방항공국 관제센터에서 연방항공국 본부에 유나이티드 항공 93편 여객기가 "날개를 흔들고 있다" (waving his wings)고 보고했다. 이는 당시 조종실의 테러범들이 반격에 나선 승객들과 몸싸움을 벌이는 과정에서 이들을 뿌리치기 위해 기체를 일부러 흔들었기 때문이다.
- 10:02: 대통령 비상작전센터에 있던 딕 체니 부통령과 보좌관들이 납치된 것으로 추정되는 여객기 한 대 (유나이티드 93편)가 워싱턴으로 향하고 있다는 보고를 접수했다.
- 10:02: CNN이 시카고의 시어스 타워에서 대피 명령이 내려졌다고 보도했다.
- 10:03 (추정): 미국 국방부 지휘센터에서 유나이티드 항공 93편이 납치되었다는 소식을 백악관 측으로부터 통보받았다.
- 10:03: 유나이티드 항공 93편이 지상에 추락. 당시 해당 여객기는 펜실베이니아주 서머싯군 피츠버그 남동쪽 129km 떨어진 들판에 시속 926km (초속 272m, 509노트)의 속력으로 충돌하였다.[110] 추락 위치는 워싱턴 D.C.로부터 최소 10여분에서 20여분 거리에 있었다.[111]
  - 수사 결과 여객기 탑승객들이 세계무역센터와 펜타곤의 여객기 충돌 소식을 통화로 전해들었으며 그 가운데 최소 3명이 납치범들에 대항할 계획을 세웠던 것으로 드러났다. 이러한 정황은 유나이티드 항공 93편의 조종석 녹음기록을 통해 확인되었으며, 승객들이 조종석 문을 부수기 직전 납치범들이 비행기를 추락시키기로 결심했던 것으로 밝혀졌다.
  - 당시 테러범들은 워싱턴 D.C.의 백악관이나 국회의사당 건물을 표적으로 삼은 것으로 추정된다. 이들 두 건물은 해당 여객기의 지면 충돌 18분 전에 내부 인원에 전원 대피 명령이 내려져 있었다.[112]
- 10:05: 펜타곤 사고 현장에서 취재중이던 NBC 특파원 안드레아 미첼이 이번 공격에 오사마 빈 라덴이 개입했을 수 있다고 처음 보도하였다.
- 10:05: CNN이 헤드라인을 'WTC 남쪽 타워 붕괴' (SOUTH TOWER AT WTC COLLAPSES)로 바꿨다.
- 10:05: 미니애폴리스의 IDS 센터에 대피 명령이 내려졌다.
- 10:07: NBC에서 세계무역세센터 남쪽 건물이 완전히 붕괴했다고 처음 보도하였다. 그 전까지는 건물의 일부분만 붕괴한 것으로 보인다고 보도하였다.
- 10:07: 워싱턴 D.C. 상공에 전투기를 배치했던 북동부방공단에서 유나이티드 항공 93편의 납치 소식을 처음으로 인지하였다. 이는 여객기 추락으로부터 4분이 지난 시점이었다.
- 10:08: 헌든 항공관제지휘센터에서 유나이티드 항공 93편이 펜실베이니아주 존스타운 인근에 착륙 (추락)했을 가능성이 있다고 미 연방항공국 본부에 보고. 10시 17분에는 이 사실을 공식 확인하였다.
- 10:10: 영국 브라이튼에서 열린 노조회의 행사에 참석한 토니 블레어 영국 총리가 이번 공격에 대해 "지금 우리 세계의 새로운 악" (the new evil in our world today)이라 평가하였다.[113]
- 10:10: 헌든 항공관제지휘센터에서 전세계 미군기지를 대상으로 경계태세 '델타'를 발령하였다.[114]
- 10:10: 여객기가 충돌한 펜타곤 서쪽면의 일부가 붕괴하였다.
- 10:10: 북동부방공단에서 출격한 전투기 조종사에게 "요격 권한은 없다" (Negative clearance to shoot)고 강조하는 교신을 보냈다.
- 10:10~10:15 (추정): 딕 체니 부통령이 유나이티드 항공 93편의 추락 소식을 보고받지 못한 채, 레이더 감지 현황이 아닌 속력과 궤적 예상도에 기반하여, 워싱턴에서 129km 떨어진 것으로 알려진 여객기와 교전에 나서라는 명령을 내렸다.
- 10:13: 뉴욕 유엔 본부 단지의 상주인원 수천명에 대피 명령이 내려졌다.
- 10:13~10:22: 9/11 위원회 최종보고서에서 추정한 유나이티드 항공 93편의 워싱턴 D.C. 상공 도달 예정시각.[115]
- 10:14~10:19: 백악관 벙커에 있던 중령이 미국 국방부 지휘센터 측에, 납치 정황이 확인될 경우 해당 여객기와의 교전에 나설 것을 부통령이 승인했다고 반복해서 전달하였다.
- 10:15: CNN에서 "국회의사당에 폭발" (EXPLOSION ON CAPITOL HILL)이란 잘못된 속보 자막을 내보냈다.
- 10:18: NBC에서 팔레스타인 해방기구 (PLO) 의장 야세르 아라파트가 이번 테러 사건의 공모 의혹을 부인하고 경악을 금치 못하고 있다고 보도했다.
- 10:20: 대통령 전용기에 탑승해 있던 부시 대통령이 체니 부통령에게 필요시 항공기 격추에 나설 것을 승인한다고 전했다.[116]
- 10:23: AP통신이 워싱턴 D.C. 미국 국무부 청사 외부에서 자동차 폭탄이 폭발했다고 보도했다. 이를 비롯하여 워싱턴 D.C.에서 테러 공격이 발생했다는 속보가 수차례 전해지다 정정되기를 반복하였다.[117]
- 10:24: 남쪽 타워 아래 지하쇼핑몰을 통해 대피하던 남성 2명이 30피트 (9m) 높이의 잔해를 뚫고 안전한 곳으로 빠져나왔다. 같은 시각 뉴욕 지방방송인 1010 WINS에서 미국 대법원 건물에서 폭발이 발생했다고 보도하였으나 거짓으로 밝혀졌다.[118]
- 10:28:[119][120] 세계무역센터 북쪽 타워 (WTC1) 붕괴. 아메리칸 항공 93편이 빌딩에 충돌한 지 1시간 42분 만의 일이었다.
  - 두 타워 사이에 위치해 있던 매리어트 호텔도 함께 무너져 내렸으며, 붕괴로 인한 건물 파편이 인근의 7 월드 트레이드 센터 (7WTC) 건물을 덮치면서 남쪽면의 일부를 뚫고 나와 건물 바닥에 화재를 일으켰다.
  - 북쪽 타워의 91층 위에 있던 사람은 전원 붕괴에 휘말렸으며 생존자는 아무도 없었다. 이는 아랫층으로 내려가는 계단이 충돌층에 막혀 파괴된 탓에 탈출이 불가능했기 때문이다. 북쪽 타워의 91층 아래에 있다가 미처 건물 밖으로 대피하지 못한 사람 가운데 16명이 살아남아 추후 생존자 수색작업 과정에서 탈출하였다. 이는 붕괴 당시 아무도 살아남지 못했던 남쪽 타워와는 대비된다.
  - 붕괴 후 CNN을 비롯한 여러 방송사의 생중계 영상을 분석한 결과, 붕괴 직후 먼지구름이 조금 걷히면서 건물의 일부가 여전히 서 있는 모습이 포착되었다. 북쪽 타워의 북서쪽 모서리를 지지하는 기둥의 하단부로 추정되며, 지면 인근에도 훨씬 더 많은 구조물이 서 있는 상태였던 것으로 분석됐다. 이 기둥은 지면으로부터 약 40여층까지 뻗어올라갔으며 주변부와 비교했을 때 상당히 높은 부분까지 제 구조를 간직한 상태였으나, 그로부터 몇 초 지나지 않아 중심을 잃고 무너져 내렸다.
  - 북쪽 타워의 붕괴로 인한 분진 역시 주변 거리를 덮치기 시작하였으며 이는 남쪽 타워 붕괴 당시 발생한 분진보다 훨씬 더 크고 광범위했다.
  - 두번째 붕괴 역시 TV방송과 라디오 생중계로 고스란히 세상에 전해졌다. 뉴욕 지역방송 1010 WINS가 맨해튼교에서 사고 현장을 목격하던 벤 메도라흐와 전화통화를 하다 붕괴 소식을 알렸으며,[118] NBC 뉴스의 케이티 쿠릭도 "세계무역센터의 다른쪽 타워가 방금 무너졌다"고 전했다.
- 10:31: 방위사령부에서 부통령의 격추 명령을 북동부방공단에 처음으로 하달했다.
- 10:35: 부시 대통령이 타고 있던 대통령 전용기가 루이지애나주 보저시티의 박스데일 공군기지로 향하기 시작했다.
- 10:37: AP통신이 서머싯카운티 공항 관계자를 인용해 펜실베이니아주 서부에 대형 여객기가 추락했다고 처음 보도했다. CNN의 애런 브라운 역시 펜실베이니아주에 보잉 747기가 '내려진' (down) 상태라고 보도하되, 사실 여부는 확인되지 않았다고 강조했다. 이와 함께 펜타곤으로 또다른 여객기가 향하고 있다고 잘못 보도하였다. 같은 시각 미네소타주 블루밍턴의 몰 오브 아메리카에 대피 명령이 내려지고, 뉴욕의 1010 WINS 방송은 워싱턴 D.C.의 국무부 청사가 차량폭탄 테러를 당했다고 보도하였으나 거짓으로 드러났다.[118]
- 10:39: 워싱턴 D.C.에 납치 항공기가 또 다가오고 있다는 주장이 제기되는 가운데, F-15 전투기가 워싱턴 D.C. 상공을 샅샅이 수색하고 뉴욕 상공에서도 똑같이 수색이 이루어졌다. 당시 이들은 체니 부통령으로부터 처음 내려지고 부시 대통령의 승인을 거쳐, 주어진 교신 명령에 따르지 않고 위험 가능성이 존재하는 비행기는 즉시 요격하라는 명령을 수행하고 있었다. 이후 워싱턴 D.C.로 다가오던 항공기는 펜타곤으로 이동중이던 의료용 헬리콥터임이 밝혀졌다.
- 10:41: NBC 뉴스가 펜실베이니아주 서머싯군에 여객기 한 대가 "낙하했다" (gone down)고 보도했다. 미 국무부 청사의 테러 공격 속보는 거짓이었다는 소식도 함께 전해졌다.
- 10:43: CNN이 워싱턴 D.C.와 뉴욕에 대규모 대피 명령이 내려졌다고 보도했다. 르고부터 몇 분 뒤 루디 줄리아니 뉴욕 시장이 로어맨해튼 지역 인구의 대피를 명령하였다.
- 10:49: 폭스 뉴스에서 미국 뉴스채널로는 처음으로 테러 관련 소식의 동시 보도를 위해 뉴스 티커를 화면 하단에 도입하였다. CNN 역시 오전 11시 11분, MSNBC는 오후 2시경부터 뉴스 티커를 추가하였다. 세 방송사 모두 수년간 뉴스 티커를 계속해서 사용하였으며 기타 다른 방송국들도 이에 따랐다.
- 10:50:19: 펜타곤 충돌면의 5층 일대가 화재의 여파로 무너져 내렸다.
- 10:53: 뉴욕 예비 시장선거가 취소되었다.
- 10:53: 도널드 럼즈펠드 국방장관이 전 미군에 데프콘3를 발령하였다. 이는 1973년 욤키푸르 전쟁 이후 28년 만의 일이었다.

### 오전 11시
- 11:00: 캐나다 교통부에서 노란 리본 작전의 일환으로 경찰용, 군사용, 응급지원용 항공기를 제외한 모든 항공기의 이륙을 추후 공지가 있을 때까지 금지하는 조치를 내렸다. 미국으로 향하던 국제 항공편의 캐나다 일대 공항으로의 유도는 CFB 구스 베이를 비롯하여 이미 시작되고 있었으며, 핼리팩스, 토론토, 몬트리올, 밴쿠버의 공항도 이에 협력하였다.
- 11:05: 미 연방항공국이 아메리칸 항공 11편 외에도 여러 대의 여객기가 납치되었다는 사실을 언론에 공식 확인하였다.
- 11:08: 대한항공 85편이 테러 소식을 전달받고 여객기 납치 시 행동요령을 점검하는 과정에서 'HJK' (hijacked, 납치) 코드를 트랜스폰더에 입력한 것을 미 방위사령부가 포착, 실제로 여객기가 납치된 것으로 판단하였다.[121]
- 11:16: 아메리칸 항공에서 자사 여객기 2대가 사라졌음을 공식 확인하였다.
- 11:26: 유나이티드 항공에서 93편이 사라졌음을 공식 확인하고 175편에 대해서는 '심사숙고' (deeply concerned)를 거치고 있다고 전했다.[122]
- 11:53: 유나이티드 항공에서 자사 여객기 2대가 사라졌음을 공식 확인하였다.
- 11:55: 미국과 멕시코 간의 국경이 최고경계태세에 돌입하였으나 폐쇄 명령이 내려지지는 않았다.

### 오후 12시
- 12:00: ARINC 관계자가 북미항공방위사령부에 대한항공 85편에서 납치 코드를 입력했다고 보고했다.
- 12:01: 붕괴 당시 북쪽 타워의 계단에 갇혔던 소방관 12명과 일반인 2명 등 14명이 그라운드 제로의 잔해더미 속에서 계단을 타고 지상으로 올라왔다.
- 12:04: 아메리칸 항공 11편과 77편, 유나이티드 항공 175편의 원래 목적지였던 로스앤젤레스 국제공항에 폐쇄 조치가 내려졌다.
- 12:15: 유나이티드 항공 93편의 원래 목적지였던 샌프란시스코 국제공항에 폐쇄 조치가 내려졌다.
- 12:15: 알래스카주와 하와이주를 제외한 미국 48개주 영공의 상업용, 개인용 항공기의 비행 금지 조치가 내려졌다.
- 12:30: 페루 리마를 방문중이던 콜린 파월 국무장관이 비행편에 올라 워싱턴 D.C.로 급히 귀국했다.
- 12:39: CNN에 출연한 상원의원 존 매케인이 이번 테러가 "전쟁 행위" (act of war)라고 발언하였다.
- 12:41: CNN에 출연한 상원의원 오린 해치가 "FBI와 정보라인 모두 이번 사건이 빈 라덴의 소행이라고 본다"고 밝혔다.

### 오후 1시
- 박스데일 공군기지에서 기자들 앞에 연설에 나선 조지 W. 부시 대통령 (영상)박스데일 공군기지에서 기자들 앞에 연설에 나선 조지 W. 부시 대통령1:00 (추정): 펜타곤의 소방대원들이 계속해서 화재 진압에 나섰다. 여객기 충돌 직후 국립군사령부에서 현장 대응에 나섰으나, 건물 내부가 연기로 가득 차면서 대피에 나섰다. 한편 엘멘도프 공군 기지에서 대한항공 85편의 조사 및 항로 유도를 위해 제트기를 출격시켰다.
- 1:04:  박스데일 공군기지에 머물던 부시 대통령이 전세계 미군에 고도의 경계태세를 내리고, 장병들 앞에서 녹화 연설을 진행하였다. 이 영상에서 부시 대통령은 "오늘 아침 얼굴 없는 비겁자들로부터 자유가 공격당했다. 자유는 수호될 것"을 강조하고, "미국은 이러한 비겁 행위에 책임이 있는 사람들을 추적하여 처벌할 것"이라고 밝혔다. 이후 부시 대통령은 미국 전략사령부의 벙커기지가 있는 네브래스카주 벨뷰의 오펏 공군기지로 떠났다.[123]
- 1:24: 앵커리지 센터에서 대한항공 85편에 납치 사실 확인을 위해 트랜스폰더 코드를 7500로 변경하라고 명령한다. 하이재킹 상황이 아닌 경우에는 이러한 요구에도 트랜스폰더 코드를 변경하지 않도록 되어 있으나, 앵커리지 측의 요구에 조종사가 코드를 변경하면서 실제 하이재킹 상태인 것으로 판단하였다.[124]
- 1:27: 워싱턴 D.C.의 앤서니 A. 윌리엄스 시장이 비상사태를 선포하고, 컬럼비아 특별구 방위군에 동원 명령을 내렸다.

### 오후 2시
- 2:39: 기자회견에 나선 루디 줄리아니 뉴욕 시장이 세계무역센터의 사망자수가 얼마 정도 되느냐는 질문에 "그 누구도 견딜 수 없는 수준을 넘어섰다" (More than any of us can bear)고 발언했다.
- 2:45 (추정): 납치된 것으로 판단된 대한항공 85편이 알래스카의 특정 목표물에 충돌할 수 있다는 경고를 받은 토니 놀스 알래스카 주지사가 공격이 예상되는 각 건물들에 대피를 명령했다.
- 2:50: 부시 대통령이 네브래스카주 벨뷰의 오펏 공군기지에 도착, 국가안전보장회의를 소집하여 화상 회의에 들어갔다.
- 2:54: 대한항공 85편이 알래스카주 화이트호스에 안전히 착륙했다. 여객기가 활주로에 대기 상태로 남은 가운데 무장한 왕립 캐나다 기마경찰의 환대를 받았으며 이어지는 기내 탐색과 조종사 심문 과정에서 의사소통상의 착오로 납치 오인 사건이 벌어졌다는 것이 밝혀졌다.[125]

### 오후 3시
- 3:00 (추정): 북쪽 타워의 계단을 내려오다 붕괴에 휘말려 의식을 잃었던 파스칼 부젤리 (Pasquale Buzzelli)가 발목 골절상만 입은 채 잔해 속에서 깨어났다.[126][127]

### 오후 4시
- ISS에서 바라본 뉴욕 세계무역센터의 잔해 현장에서 피어오르는 연기4:00: 미국의 전국 언론사들이 연방정보기관의 고위관리직 소식통을 인용해 이번 테러사건의 용의자 1순위는 오사마 빈 라덴이라고 보도하였다.
- 4:25: 뉴욕 증권거래소, 나스닥, 아메리카 증권거래소가 테러 다음날 9월 12일 하루 휴장 상태를 유지한다고 밝혔다.
- 4:36: 부시 대통령이 에어포스원에 올라 오풋 공군기지를 떠났다.

### 오후 5시
- 5:20:27: 7 월드 트레이드 센터 (7WTC) 건물 동쪽 꼭대기의 펜트하우스가 무너졌다.
- 5:20:33: 7 월드 트레이드 센터 (7WTC) 붕괴. 47층 규모의 건물로 원래 9·11 테러 등의 재난상황에 대응하기 위한 뉴욕 비상 관리국 (NYC Office of Emergency Magagement)의 비상운영센터가 입주해 있던 건물이다. 북쪽 타워 붕괴 후 상당 시간이 지난 후에 붕괴가 이루어졌기에, 내부 인원은 모두 대피하여 붕괴로 인한 사상자는 없었다.

### 오후 6시

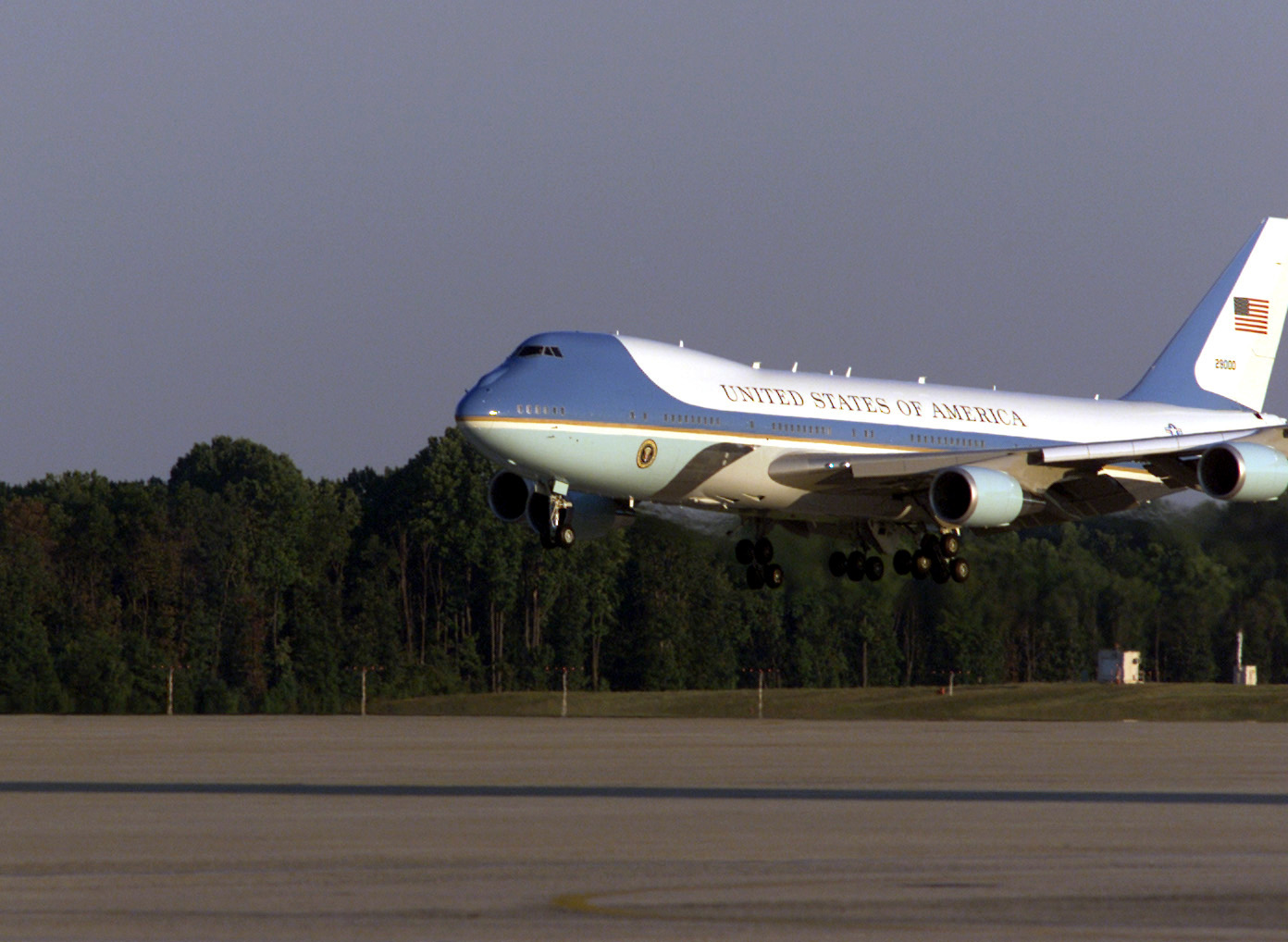
메릴랜드주 앤드루스 공군 기지에 착륙하는 에어 포스 원

- 6:00: 아프가니스탄 카불에서 폭발과 화재 사고가 났다는 소식이 CNN과 BBC를 통해 보도되었다 (현지 시각 9월 12일 새벽).[128] 당시 탈레반 정권과 내전을 벌이던 북부동맹이 헬리콥터 미사일로 카불 공항을 공격한 것으로 알려졌다.
- 6:00: 미국으로 향하던 마지막 항공기가 태평양 상공을 건너 캐나다 밴쿠버 국제공항에 착륙하였다.
- 6:54: 조지 W. 부시 대통령이 워싱턴 D.C.의 백악관에 도착했다.

### 오후 7시
- 7:00: 세계무역센터의 쌍둥이 빌딩이 무너진 '그라운드' 제로가 뉴욕 소방청과 경찰청의 통제구역으로 지정되어, 자원봉사에 나선 철강 및 건설 노동자들을 동원해 그 잔해더미 속에서 생존자를 구출하는 작업이 계속되었다. 구출된 부상자들을 인근 병원으로 즉시 옮기기 위해 구급차가 현장에 줄지어 서있었으나 아직 텅 빈 상황이었다. 뉴욕 시내 곳곳에는 실종된 친지와 지인들을 찾는 포스터가 곳곳에 내걸렸으며, 렉싱턴가와 26번가 사이의 뉴욕 아머리 (New York Armory)와 브로드웨이-14번가 사이의 유니언 스퀘어는 돌아오지 못한 이들을 찾는 사람들로 밤새 붐비는 현장이 되었다.

- 7:24: 미국 국회의원들이 국회의사당 계단에 모여 〈God Bless America〉를 합창하였다.[129]
- 7:30: 미국 정부가 아프가니스탄 카불에서 발생한 폭발 사건에 대해 어떠한 책임도 부인하는 입장을 밝혔다.
- 7:30: 말레이시아 쿠알라룸푸르의 페트로나스 트윈 타워에서 폭탄 테러 위협 신고가 들어와 내부 인원이 전원 대피하는 소동이 벌어졌다 (현지 시각 오전 8시 30분).[130]

### 오후 8시
- 테러 당일 대국민 연설에 나선 조지 W. 부시 대통령8:00 (추정): 두 타워 사이 지하 복도에 있던 항만청 경찰관 윌 지메노가 잔해 속에서 산 채로 발견되어 오후 11시경에 구출되었다.
- 8:30: 조지 W. 부시 대통령이 백악관에서 대국민 연설에 나섰다.[131]

오늘, 우리 국민 여러분과 우리네 일상과 우리의 자유는 일련의 고의적이고 치명적인 테러 행위로 공격받았습니다.
테러 공격은 크나큰 건물의 기초를 흔들지언정 미국의 근간을 건드릴 수는 없습니다. 이러한 행위는 강철을 산산조각 낼 지언정 미국의 결의를 꺾을 수는 없습니다.
이런 사악한 행위의 배후에 누가 있는가에 관하여 탐색이 진행 중에 있습니다... 우리는 이러한 행위를 저지른 테러리스트와, 그들을 감싸주는 이들을 구분하지 않을 것입니다.

부시 대통령의 연설 이후 CNN과의 인터뷰에 나선 미 의회 의원들은 정부 고위관리들과의 비공개 브리핑에서, 이번 공격이 오사마 빈 라덴과 테러 조직 알카에다의 소행이라 '확신'할 만한 충분한 증거를 확보했다는 말을 들었다고 전했다.

### 오후 9시
- 9:00: 소수의 핵심 보좌관들과 회의를 진행한 부시 대통령이 국가안전보장회의를 소집하였다. 부시 대통령과 보좌관들은 오사마 빈 라덴이 이번 테러 공격의 배후에 있다는 증거를 접수하였다. 조지 테넷 중앙정보국장은 알카에다와 아프가니스탄의 탈레반이 근본적으로 같다고 소개했으며, 부시 대통령은 "탈레반에게 더 이상 상종하지 않겠다고 전하라"고 발언한 것으로 알려졌다.

### 오후 10시
- 10:00: 그라운드 제로의 잔해더미 속에서 수많은 생존자들이 휴대전화로 통화를 걸었다는 보도가 전해졌다. 그러나 다음날 추가로 구조된 생존자 두 명은 통화를 하지 않았던 것으로 밝혀져, 거짓이었던 것으로 판명되었다.

### 오후 11시
- 11:00: 테러로부터 13시간이 경과한 시점에서 뉴욕 소방청과 구조대원이 잔해더미 속에 갇혔던 생존자 윌 지메노를 발견했다. 같은 공간에 항만청 경찰 소속 존 맥러플린도 함께 같혀 있는 것을 발견하였으며, 두 사람 모두 다음날 아침 8시까지 굴착 작업을 벌이는 과정에서 꼬박 하루 동안 갇혀 있다 탈출에 성공하였다.
- 11:30: 부시 대통령이 취침 전 일기에 "21세기의 진주만 공격이 오늘 일어났다... 우리는 오사마 빈 라덴(의 소행)이라 생각했다" (The Pearl Harbor of the 21st century took place today...We think it's Osama bin Laden)라고 적었다.[132]
- 11:50: 북쪽 타워에 충돌하는 아메리칸 항공 11편의 영상이 처음으로 언론에 공개되었다. CNN의 볼프 블리처 기자가 레이먼드 켈리 뉴욕 경찰청장과의 인터뷰를 중단하고 쥘 노데의 비디오 영상을 속보로 전했다.[133]

## 같이 보기
- 9·11 테러 이후 9월 연표
- 9·11 테러 이후 10월 연표
- 9·11 테러 이후 10월 이후 연표

### 내용주
1. 1 2  정확한 충돌 시각은 자료마다 다르다. 9/11 위원회의 최종보고서에서는 아메리칸 항공 11편이 북쪽 타워에 충돌한 시각이 오전 8시 46분 40초라고 밝혔으나,[25] NIST의 보고서에서는 오전 8시 46분 30초로 밝히고 있으며,[26] 다른 자료에서는 오전 8시 46분 26초로 소개한 경우도 있다.[27]
2. ↑  세계 무역 센터 내 생존자의 투신은 충돌 후 2분도 안되서 시작했다는 보고가 있지만 확인된 첫 번째 추락 희생자는 오전 8시 51분 추락이 촬영되었다.[44]

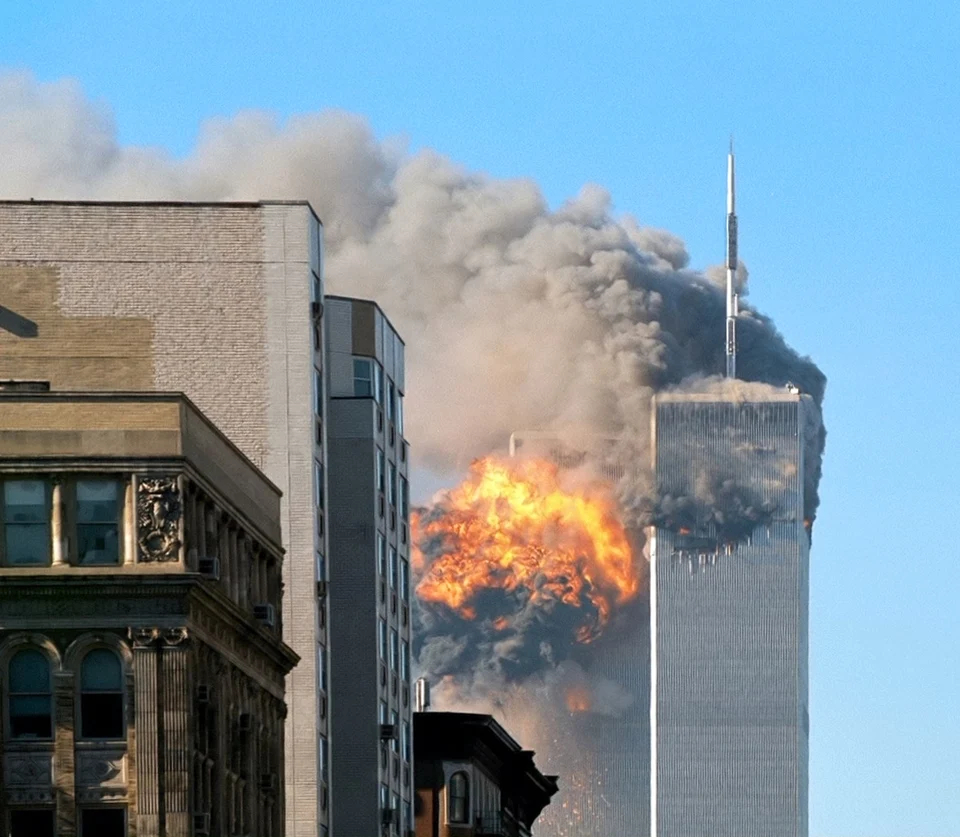
유나이티드 항공 175편의 남쪽 타워 충돌 직후 발생한 거대한 화염

3. ↑  파벨 흘라바의 동영상에 따르면 첫 충돌이 있고 나서 16분 29초 후 두 번째 충돌이 발생했다.
4. ↑  NIST와 9/11 위원회는 모두 붕괴가 9시 58분 59초에 시작되었다고 말하지만 단순하게 반올림하여 9시 59분 붕괴되었다고 표기했다.[101]:84[102]:322 남쪽 타워가 9시 3분 11초에 항공기 충돌이 발생했다는 위원회의 주장을 따른다면 붕괴는 항공기 충돌 56분 후가 아닌 55분 48초 후에 시작되었다.